# Бутаково (Омская область)
Бутако́во — село в Знаменском районе Омской области. Административный центр Бутаковского сельского поселения.

## Физико-географическая характеристика
Находится в 20 км от районного центра села Знаменское, в 30 км от города Тара и в 330 км от Омска. Расположено на левом берегу реки Иртыш. Протяженность села с севера на юг около 1800 м, с запада на восток около 500 м.
Рядом с селом находятся населённые пункты: Себеляково (2 км), Курманово (3 км), Мамешево (5 км), Юрлагино (5 км), Копейкино (6 км), Крапивка (6 км), Сеитово (7 км), Пологрудово (7 км), Пятилетка (8 км).
Бутаково расположено в пределах Васюганской равнины, являющегося частью Западно-Сибирской низменности.

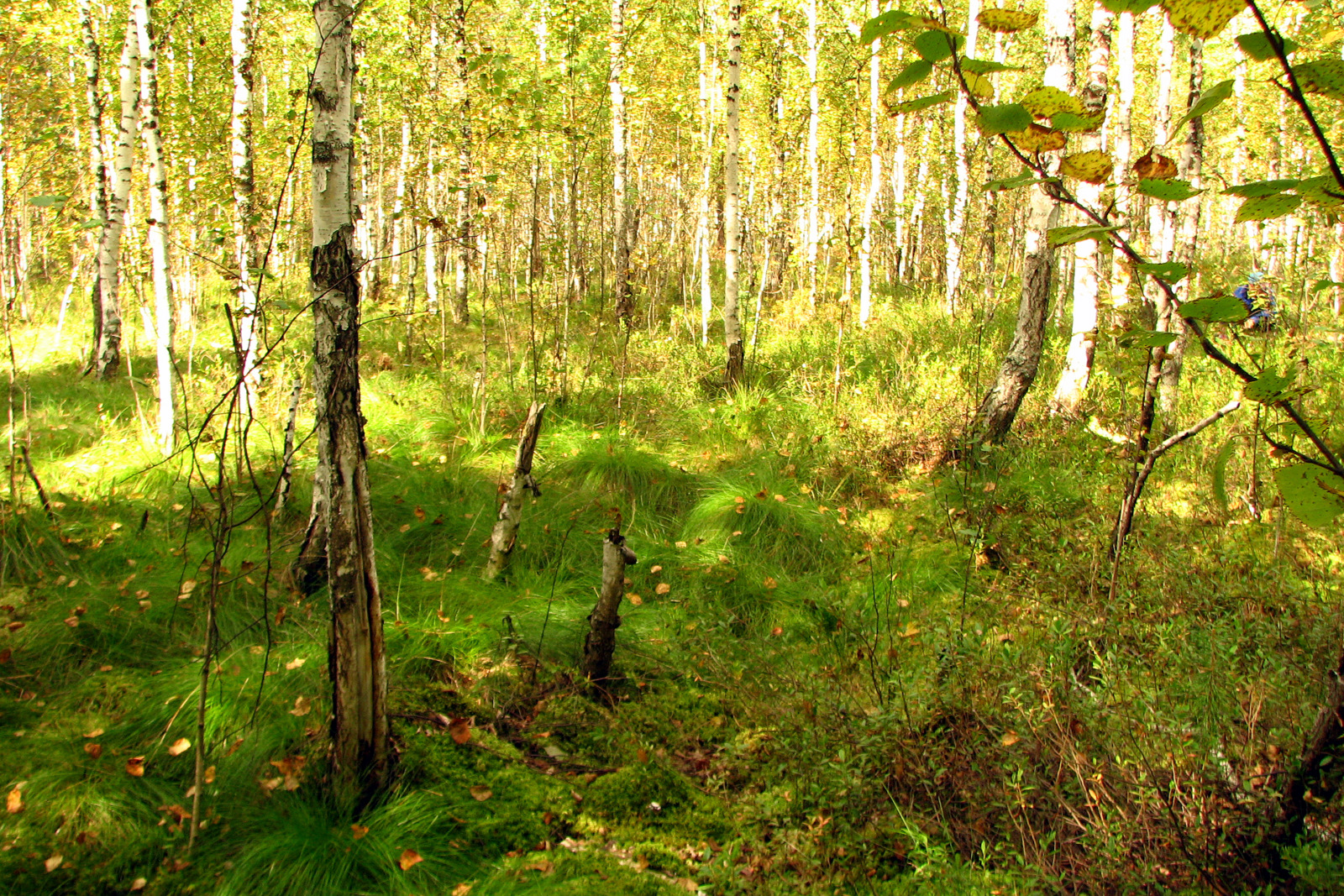
Заболоченный берёзовый лес к западу от Бутакова.

В 0, 2 км к западу от Бутакова находится Киселёвско-Русиновское мелкозалежное торфяное месторождение (участок 657), разведанное в 1988 году. Общая площадь месторождения 10 000 га, запасы торфа — около 15 980 000 тонн.
В 3 км к северо-востоку от Бутакова находится Мамешевское торфяное месторождение, разведанное в 1936 году, с прогнозными ресурсами 2 400 000 тонн.
Природные ресурсы окрестностей Бутакова благоприятны для лесного хозяйства, животноводства, выращивания зерновых и овощных, в частности, кормовых культур. Обилие озёр способствуют созданию зон отдыха, охотничьих угодий и рыборазводных хозяйств.

## Климат

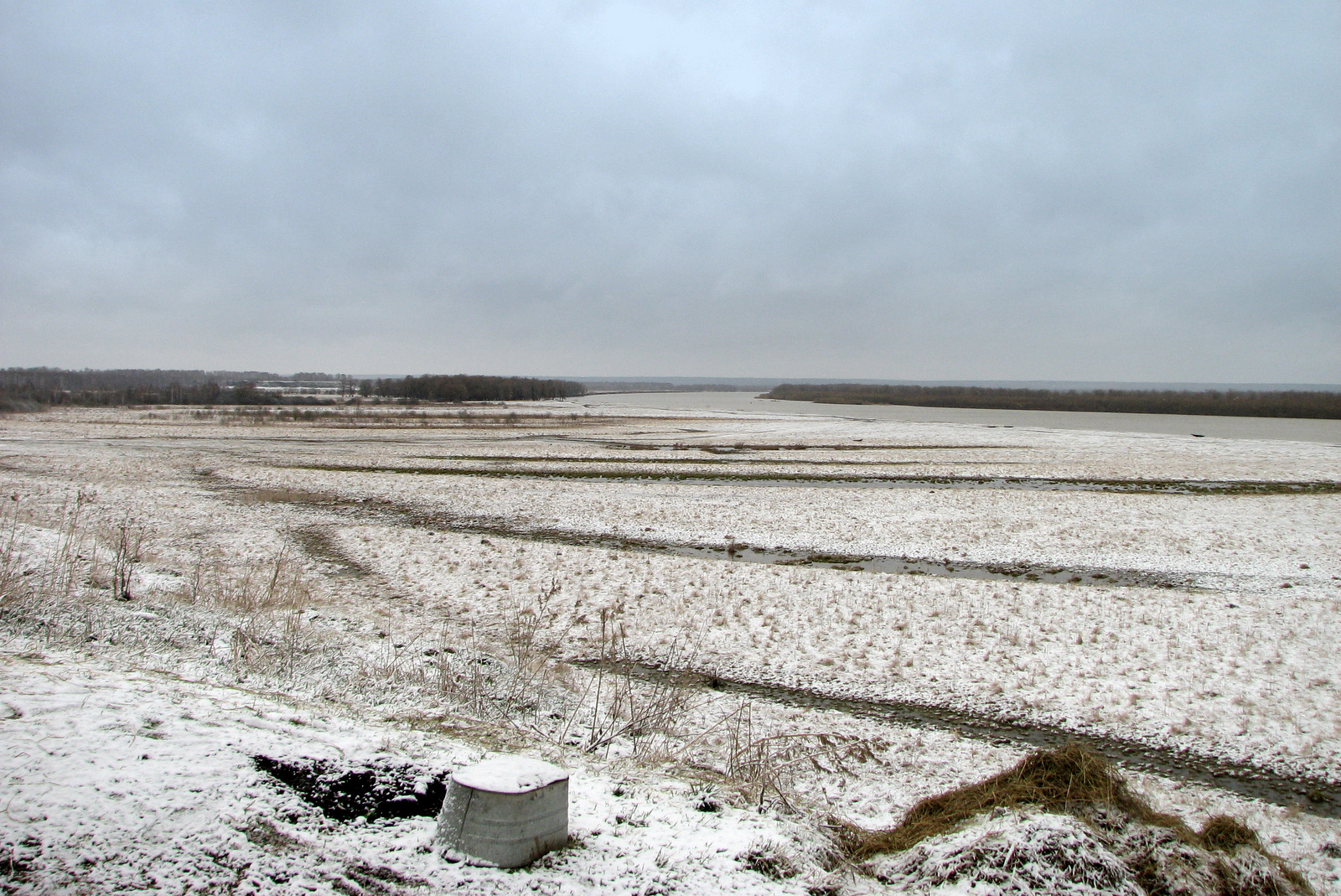
Майские снегопады — нередкое явление в Бутаково

Климат в Бутаково континентальный. Радиационный баланс равен 4000 МДж/м² в год. Максимально возможное испарение составляет около 420 мм/год при годовой сумме осадков более 450 мм. Годовой слой стока достигает 140 мм. В осенне-зимний период накапливается большое количество влаги, и, поскольку, летом испаряемость здесь низкая, создается избыточное увлажнение.
Продолжительность солнечного сияния в лесной зоне составляет 1600 часов, что обусловлено частой облачностью и туманами. В течение 4, 5 месяцев ощущается недостаток солнечного тепла.
По данным метеостанции в селе Васисс, расположенной в 51 км от Бутакова, в южной тайге температура зимой в отдельные годы достигала − 54°С. В течение всего периода вегетации возможны значительные заморозки на почве. Максимум температуры выше + 30°С наблюдается редко (июнь-июль) и совпадает с периодом выпадения наибольшего количества осадков (65-75 % осадков выпадает летом), то есть в период наибольшего развития и роста древесной растительности. Засухи редки. Вегетационный период колеблется от 139 до 160 дней.

## Растительный и животный мир

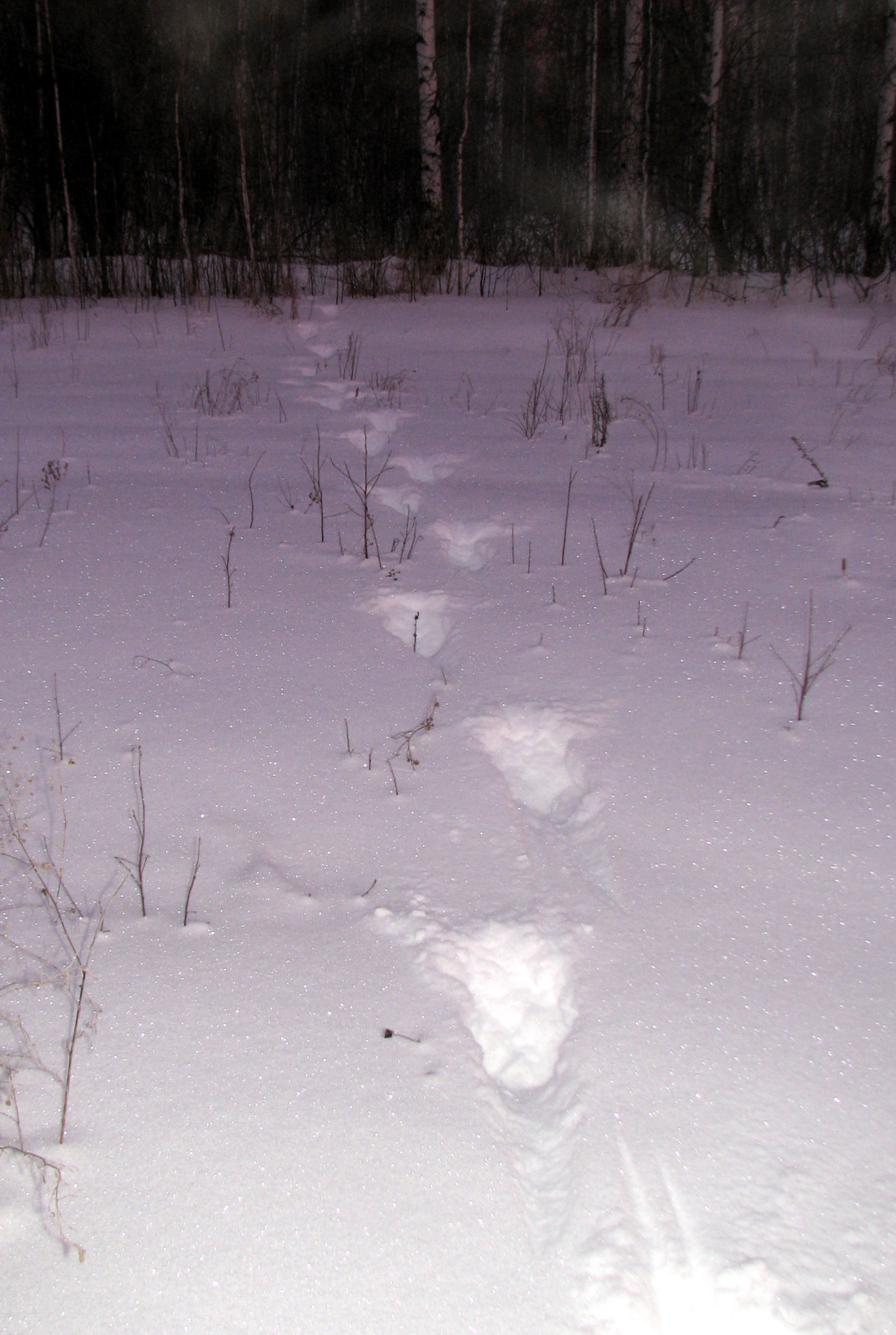
Следы лося в окрестностях Бутакова

Растительность представлена лесом, кустарниковыми зарослями, лугами, культурной растительностью полей и участками естественной лесостепной растительности. Из лесной флоры преобладают мелколиственные породы деревьев: берёза бородавчатая или повислая, осина, ива. Нередко можно встретить отдельные участки осинников в возрасте до 100 лет. Из хвойных пород сосна. По возрасту преобладают молодняки и средневозрастные насаждения. В лесу и по окрестностям села также распространены: дикая яблоня, черёмуха, рябина, сирень. Вдоль улиц села и автодороги Тара-Знаменское имеются искусственные насаждения тополя, сосны, ели.
Естественные берёзовые и осиновые леса имеют среднюю сомкнутость крон (0,5-0,6). В таких лесах хорошо выражен ярус кустарников высотой до 3-5 м. В травяном ярусе преобладают сныть обыкновенная и клевер средний. Леса из берёзы бородавчатой и осины принадлежат к травяным типам. Флористический состав лиственных лесов является средним по видовому богатству (31-33 вида) в связи с повышенной рекреационной нагрузкой, выпасом сельскохозяйственных животных.
В лесах и на лугах произрастают съедобные ягоды: малина, брусника, земляника, клюква, костяника, рябина, смородина, ежевика. В лесу много грибов: грузди, опята, подберёзовики, подосиновики, белый гриб, а также мухоморы, поганки, множество других.
Очень разнообразен видовой состав птиц — около 60 видов. Из хищных наиболее распространены чёрный коршун, ястреб-перепелятник, обыкновенный канюк, болотный лунь. Из куриных — тетерев, рябчик, белая и серая куропатки.
Вблизи Бутакова обитают представители осетровых (сибирский осётр, стерлядь), лососевых (нельма), карповых (язь, лещ, плотва, елец, серебряный и золотой карась и др.), щуковых (щука), окуневых (окунь, судак, ёрш), тресковых (налим). Кроме того, из класса круглоротые встречается речная минога.

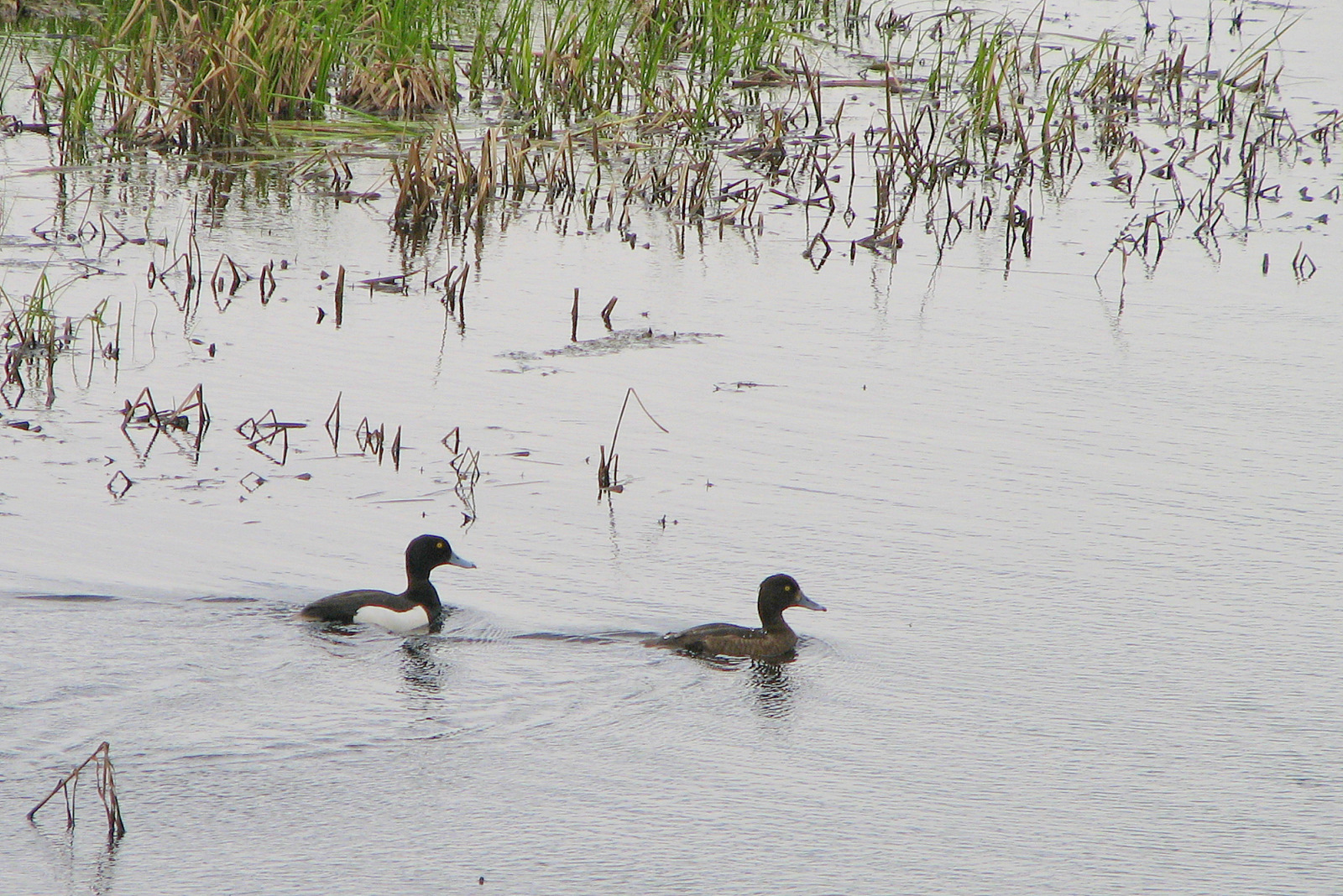
Хохлатая чернеть в кювете на трассе Тара-Знаменское
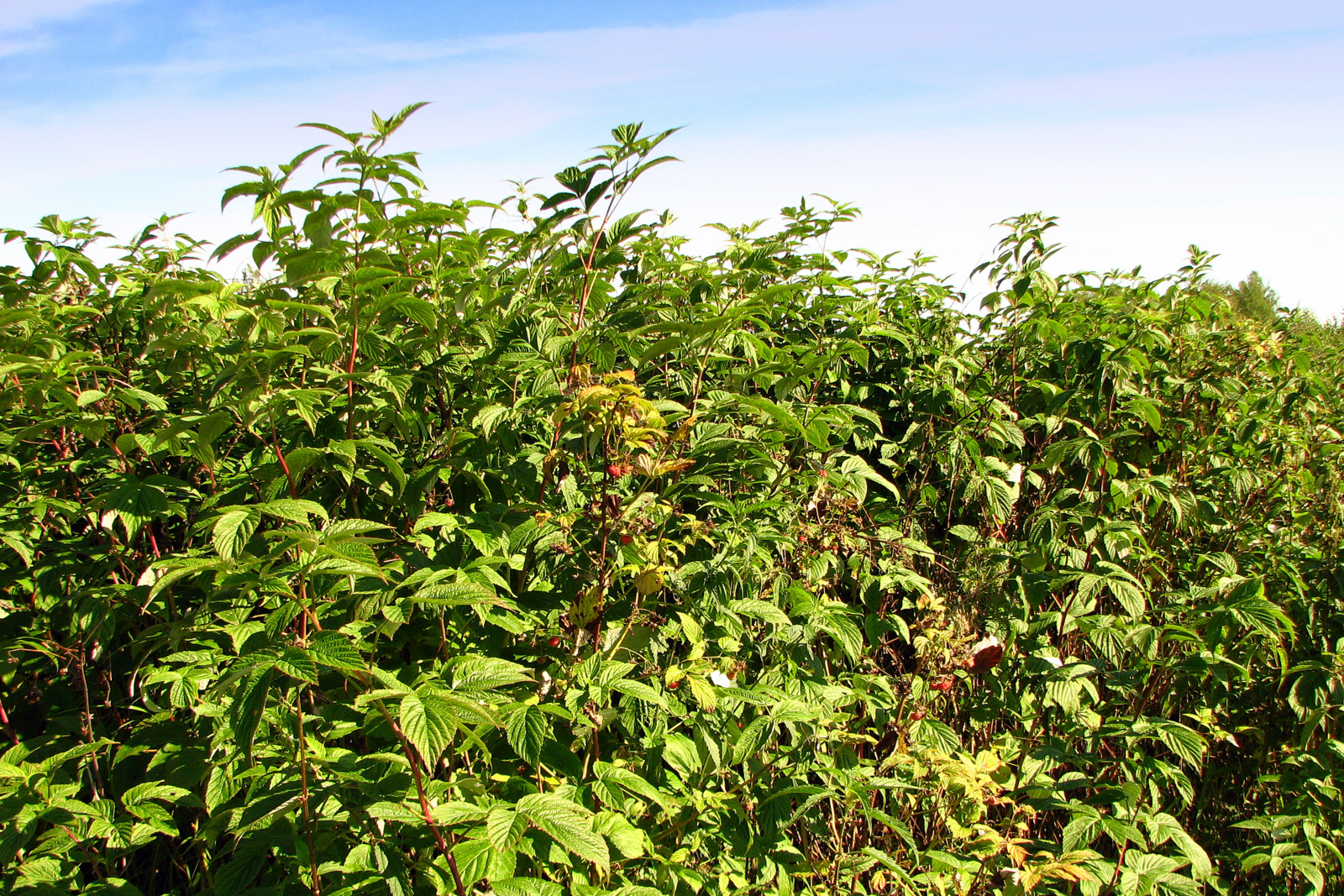
Дикая малина в окрестностях Бутакова
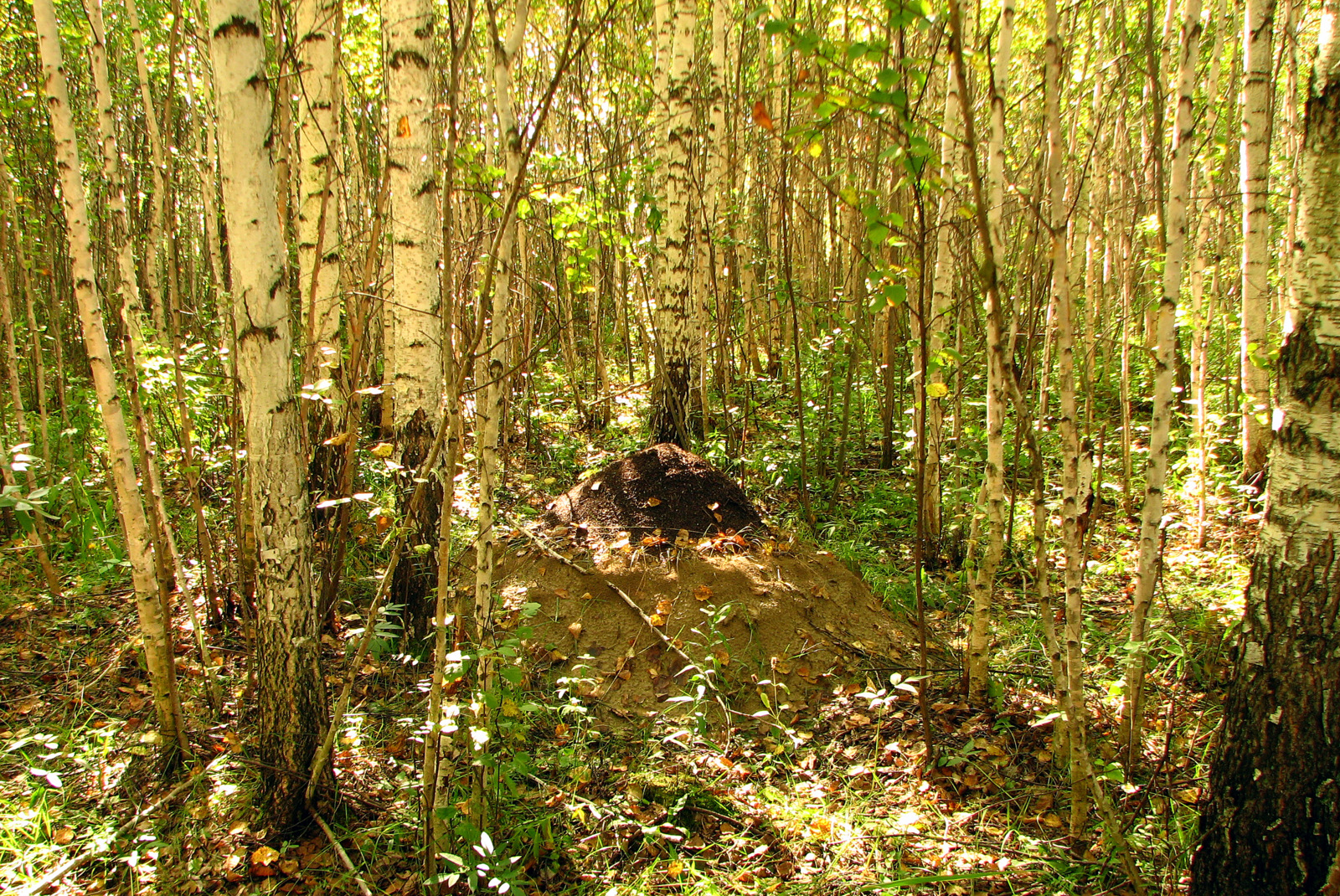
Муравейник в берёзовом лесу
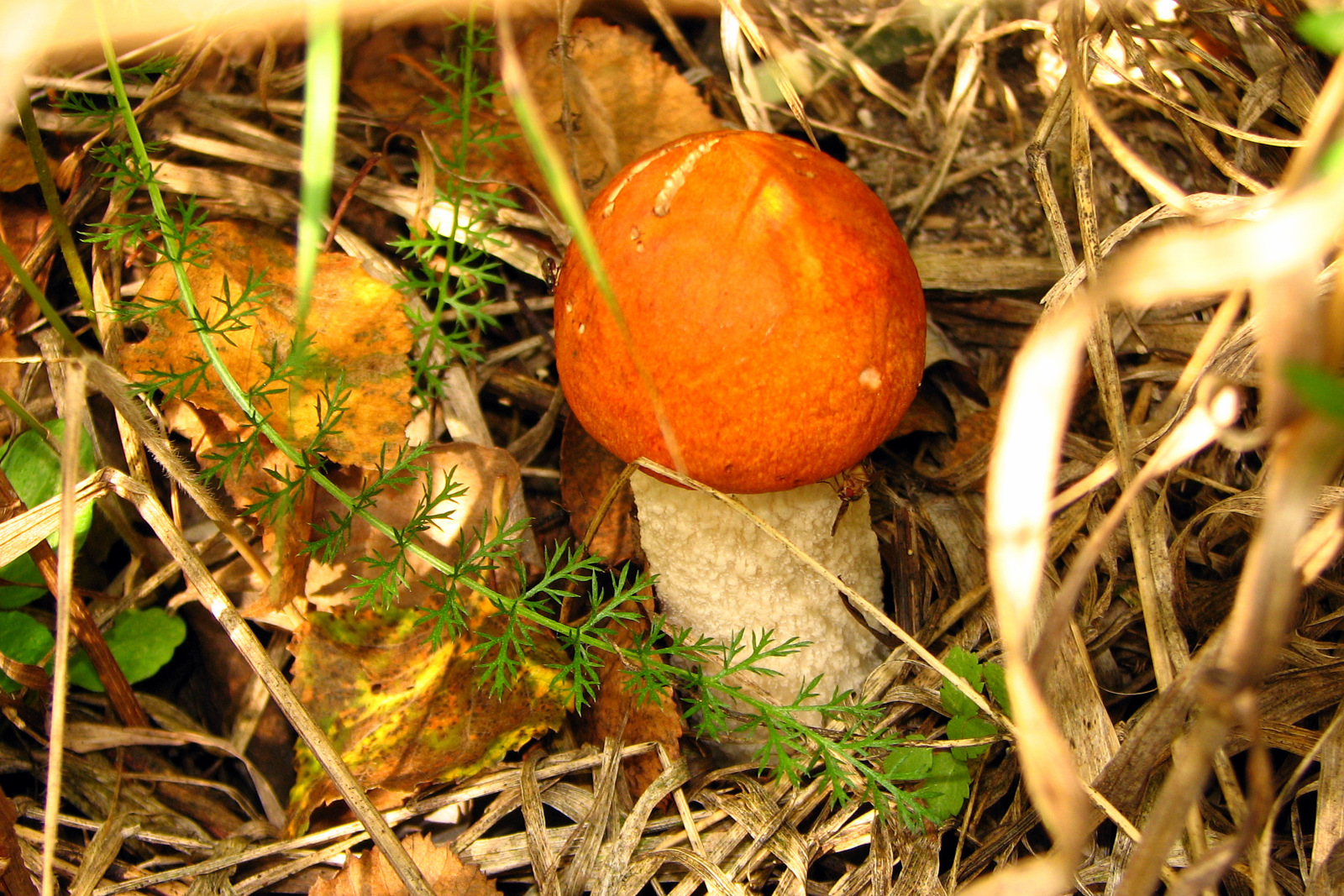
Подосиновик красный (Leccinum aurantiacum)

## Часовой пояс
Бутаково находится в часовой зоне МСК+3. Смещение применяемого времени относительно UTC составляет +6:00.

## История
Одно из старейших сёл Омской области — основано в 1634 году (по одной из версий — в 1620 году). День села отмечается в июле.

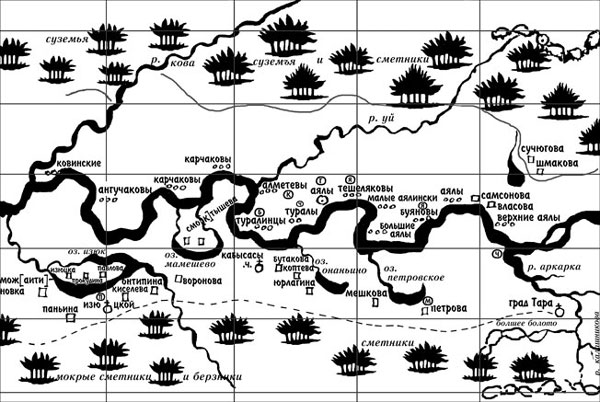
Деревня Бутакова в Чертёжной книге Сибири С. У. Ремезова., 1701 год

В 1634 году для службы в Тару переводятся с семьями 340 стрельцов и казаков из Вологды и Нижнего Новгорода, которые расселяются в окрестностях Тары и основывают деревни Бутакова, Копейкина, Киселёва, Островная и другие. По обычаям того времени свои названия большинство деревень получают по фамилиям их основателей — «деревня казака Бутакова», «деревня казака Ставшева» и т. д.
Помимо основателя села, в окрестностях Тары проживало ещё несколько казаков с фамилией Бутаков. Известно, что другой Бутаков вместе с казаком Перминовым основали деревни на реке Оше, возле устья речки Тевриз. В 1660-е годы в деревнях Копейкиной и Бутаковой проживало уже по 3-5 семей Бутаковых. Это, как правило, были братья, сродные братья и племянники первопоселенца.

### XVIII век
Построенная прямо на берегу Иртыша деревня Бутакова часто подвергалась наводнениям во время весеннего половодья. В связи с этим в 1700 году деревня была перенесена южнее, на возвышенность, где и находится до настоящего времени. Историк Герард Фридрих Миллер, проплывший в 1734 году по Иртышу от Тобольска до Усть-Каменогорска, отметил:

Дер. Бутакова, на западном берегу, в 2 верстах от Кабузаски. Отсюда прямой тракт на Тару идёт далее через русские деревни Юрлагину, Копейкину и Петрову, которые расположены не на Иртыше, а к западу от него.
Наряду с коренными жителями значительную часть населения села стали составлять ссыльные (крестьяне, стрельцы, старообрядцы), а также солдаты регулярных войск и казаки из Европейской части России.
С 1730-х годов десятинная пашня была заменена натуральным оброком, а в 1760-х — денежным. Оброчный сбор составлял сначала 1 рубль с «души», с 1768 года — 2 рубля, а в 1783 году был повышен до 3 рублей. Сбор взимался сверх подушной подати.

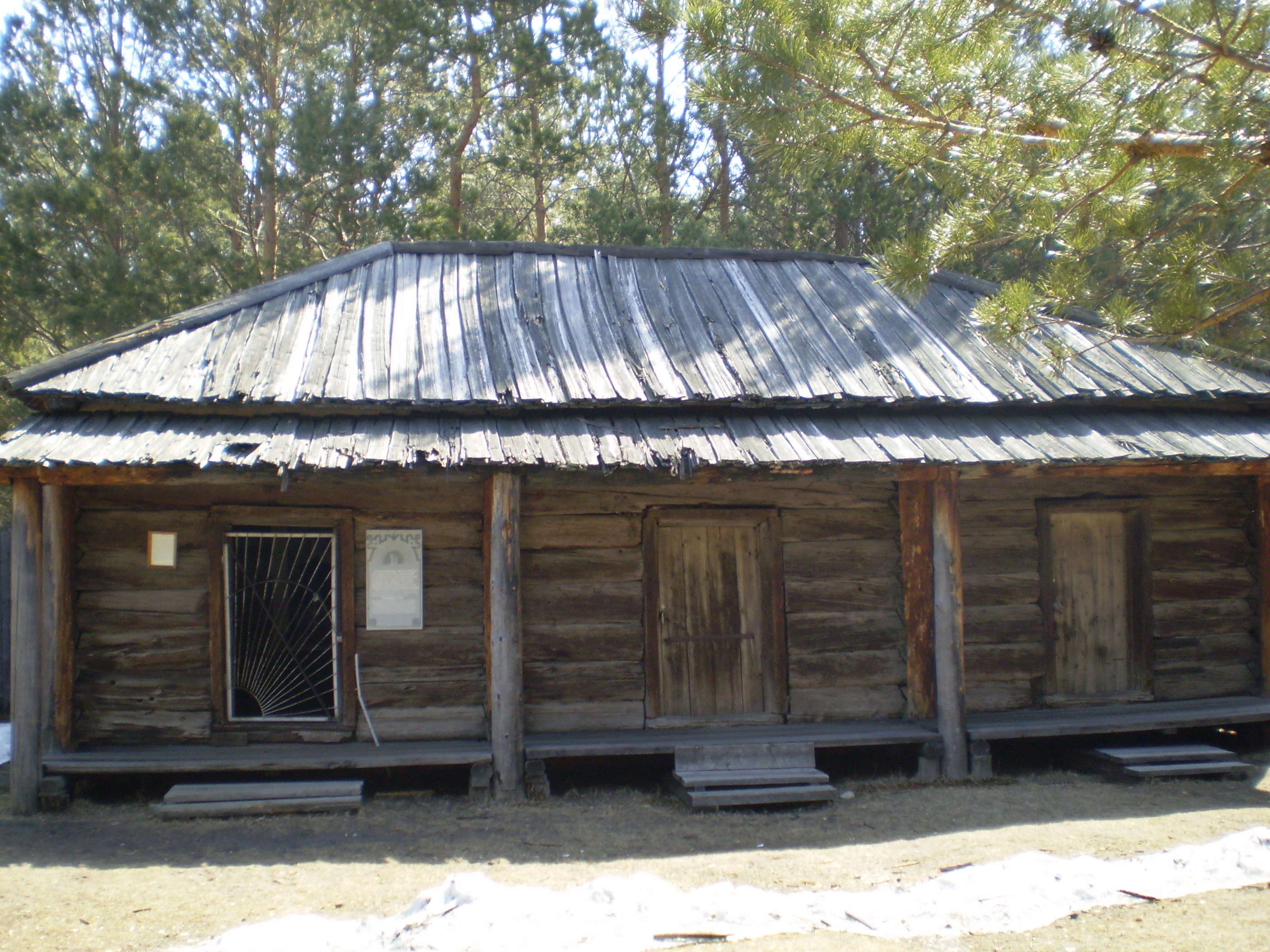
Этапный амбар для ночёвки ссыльных. Хоринский район, Бурятия. Примерно также выглядел этапный амбар в Бутаково.

В 1744—1745 годах в Бутаково была построена почтовая станция Московско-Сибирского тракта, что дало мощный толчок развитию ямщицкого дела. Крестьяне Бутаковской волости содержали лошадей не только в Бутаково, но и в окрестных уездах Тобольской губернии.
Помимо станций, для размещения на ночь ссыльных и каторжан в деревнях, стоящих вдоль тракта, строились этапы и полуэтапы. Этапы отстояли друг от друга на 50—60 км. На этапах ссыльным и арестантским партиям полагался отдых, так называемая днёвка — день и две ночи. Между этапами на расстоянии примерно 20 км от них находились полуэтапы, где полагалась только одна ночь отдыха (ночёвка). Один из этапов Московско-Сибирского тракта находился в Бутаково.
В 1791 году через Бутаково проследовал в ссылку в Илимский острог А. Н. Радищев, автор «Путешествия из Петербурга в Москву», который в своих путевых записках описал быт местного населения:
«За Рыбинской выехав на реку Аев, едешь вниз её до Аевской слободы. Здесь везде, как и в Таре, все почти раскольники. Знаменский погост сидит на заливе Иртыша или озере, называемом Изюк. Будаково село на Иртыше. Мужики все зажиточные, пашут, торгуют скотом, бьют зверей, ездят в извоз. Во многих селениях живут стрельцы и конфедераты. От Тобольска до Тары 560 вёрст. От Тары до Тобольска делают новую дорогу по Иртышу. Подъезжая к Таре и по ту сторону Тары при въезде многих деревень стоят деревянные кресты. Город Тара стоит половина на пригорке, половина внизу, примкнув одним углом к Иртышу. В Таре промышляют кожевенным мастерством, кузнечным. Торгуют салом в Петербург, на линию, с киргизами».

В 1797 году А. Н. Радищев вновь проезжает Бутаково, возвращаясь из ссылки:

До села Будакова 30 вер. Дорога идет по возвышенному древнему берегу Иртыша, правый оного берег ведет за собою сосновый лес, левый — низкий березник и вдаль болота. Таковая же дорога продолжается до Знаменского погоста или Чередова 20 вер., лежащего на озере Изюке, которое ни что есть, как залив из Иртыша. В сем озере, а паче в другом, в десять верст от Тары, ловят много рыбы даже и зимою, весьма вкусной. Едучи от Чередова, дорога почтовая идет влево на Аев реку, а другая ближайшая, по которой бывает проезд обозам, идет вдоль Иртыша большею частию чрез татарские селения. Сделаны для летней дороги просеки, но зарастают, и мосты сносит водою. Для того по ней не ездят летом.

### XIX век
В первой половине XIX века в Сибирь устремился новый поток переселенцев из Европейской части России. Правительство переселяло государственных крестьян из густонаселённых губерний, но как и в XVIII веке, преобладали самовольные поселенцы. Особенно большой приток населения наблюдался вблизи Московско-Сибирского тракта, где находилось много больших и богатых сёл. За первую половину XIX века население Тарского и Омского округов Тобольской губернии выросло более чем в два раза и превысило 200 000 человек.
Во второй половине XIX века значительно возрастает сельскохозяйственное производство, улучшаются сельскохозяйственные орудия. В 1860—1870-х годах крестьяне начинают пахать землю сохой-колесухой (соха на тележном передке), в которую запрягали трёх лошадей. В 1880-х годах, после открытия в Омске склада сельскохозяйственных орудий, зажиточные крестьяне стали покупать плуги, веялки, молотилки, жнейки, сенокосилки, конные грабли. В Тарском округе значительно выросли посевные площади, увеличились урожаи. Произошёл переход от натурального земледелия к товарному. Уже к началу 1880-х годов Тарский и Тюкалинский округа Тобольской губернии ежегодно продавали свыше 300 000 пудов зерна.
В 1840 году в Бутаково была построена деревянная одноэтажная церковь во имя святого Николая Чудотворца. В 1891 году она сгорела и на её месте была построена новая церковь. Средства на постройку собрали прихожане и купец первой гильдии города Тары Немчинов. Тарская мещанская управа пожертвовала бутаковской церкви месточтимую икону Тихвинской Божьей матери, которая ранее принадлежала Тарской ратуше.
После правительственного указа 1845 года в лютеранском селе Рыжкове появились «распутные бродяги», распространились драки, пьянство и воровство. Люди разных национальностей не уживались между собой. В результате этого обстоятельства в 1859 году от главной лютеранской колонии отделились четыре новые. В село Бутаково в 333 верстах от Рыжково переселились латыши, эстонцы и другие.
После подавления в 1863 году восстания в Царстве Польском в селе разместили большое количество ссыльных поляков. В 1882 году им было разрешено вернуться в Польшу, однако часть из них, имевшая свои хозяйства, осталась в селе. Их потомки с фамилиями Першукевич, Сапага, Татаржицкий, Аржаковский до сих пор проживают как в Бутаково, так и в соседних населённых пунктах Знаменского и Тарского районов.
В 1867 году в Бутаково была открыта школа, ставшая первым образовательным учреждением на территории современного Знаменского района Омской области. Школа находилась в ведении Министерства народного просвещения и имела трёхгодичный курс обучения.
По состоянию на 1868 год в селе имелась православная церковь, почтовая станция, этап, волостное правление.
В 1887 году жители села коровьего пастуха не нанимали, овечий был нанят за 30 рублей в лето на хозяйственных харчах, причём один день корма полагался за 5 овец.
На 1890 год жители села сеяли 15-20 пудовок на десятину. Всюду применялись удобрения. В селе имелось 55 домов и 54 домохозяев, лошадей 212, рогатого скота 176, овец 205, свиней 86, коз 36. В селе проживали ссыльные в 8 домах (19 мужчин, 15 женщин) у них были лошадей 30, рогатого скота 26, овец 34, свиней 18.
К 1893 году в селе насчитывалось 57 дворов (из них 54 крестьянских), население составляло 213 человек.

### XX век

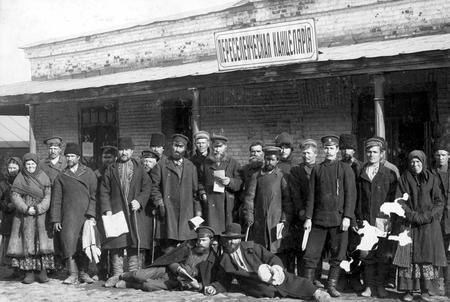
Крестьяне-переселенцы у переселенческой канцелярии. Начало XX века

На 1903 год в селе имелась церковь, волостное правление, министерская школа, хлебо-запасный магазин, торговая лавка, казённая винная лавка, почтовая станция, земская станция. Находилось при реке Иртыш на почтовом и земском трактах. Благодаря переселенцам резко возросло население Бутаковской волости. В 1903 году в ней насчитывалось 37 деревень и 3901 житель.
На 1907 год в селе имелось волостное правление, церковь, министерская школа.
На 1910 год имелась церковь, школа официальная, хлебный магазин, винная лавка, 3 торговые лавки, маслодельня, почтовая станция, земская станция.
В 1910 году в Бутаковской волости Тарского уезда Тобольской губернии зарегистрировано 14 маслодельных заводов, перерабатывающих в год около 80 000 пудов молока.
На 1912 год в селе проживал 241 человек православный. Имелись 2 мелочные лавки, винная лавка.
В справочной книге Омской епархии за 1914 год указано, что в селе Бутаково общее число прихожан составляет 241 человек, которые занимаются, в основном, хлебопашеством и скотоводством. Среднее количество посевов ржи, пшеницы и овса — от одной до пяти десятин. Рыболовство и овцеводство ведутся в небольшом количестве. Никаких ярмарок и заводов в приходе нет, но имеются две молочные лавки и одна винная. За медицинской помощью ездят в Тару. Проезд до Омска летом на пароходе в каюте 3 класса стоит 3 рубля, зимой на конях — 20 рублей.
До 1917 года село входило в Тобольскую губернию Тарский уезд Бутаковскую волость.
С 1919 по 1924 годы Бутаково являлось волостным центром Бутаковской волости Тарского уезда Омской губернии.
Революция и Гражданская война поначалу мало коснулись Бутакова. 9 марта 1918 года в Таре состоялся уездный съезд советов, провозгласивший в уезде советскую власть. На заседании был заслушан доклад организационной комиссии «Об организации на местах советской власти», на основе которого было принято постановление о создании в каждом населённом пункте уезда своего самостоятельного совета крестьянских депутатов. Совет должен был избрать исполком в составе трёх или более членов, председатель которого наделялся обязанностями сельского старосты. Однако сформироваться данные органы не успели — в июле 1918 года советская власть в Прииртышье пала, а власть оказалась в руках Временного Сибирского правительства, которое осенью того же года было свергнуто Колчаком.
В 1921 году произошла засуха, в результате которой в Тарском уезде Омской губернии погибло 31, 9 % посевов, средняя урожайность составила 1, 4 центнера с гектара. Во многих единоличных хозяйствах было собрано менее 1 пуда зерна на едока. Стоимость мяса в 1921 году оказалась в 1,5 раза дешевле стоимости муки, так как из-за нехватки кормов производился массовый забой скота. Во многих деревнях Бутаковской волости начался голод.
В 1924 году Бутаковская волость была переименована с переносом центра в село Знаменское. В 1925 году территория волости вошла в образованный Знаменский район Тарского округа Сибирского края.

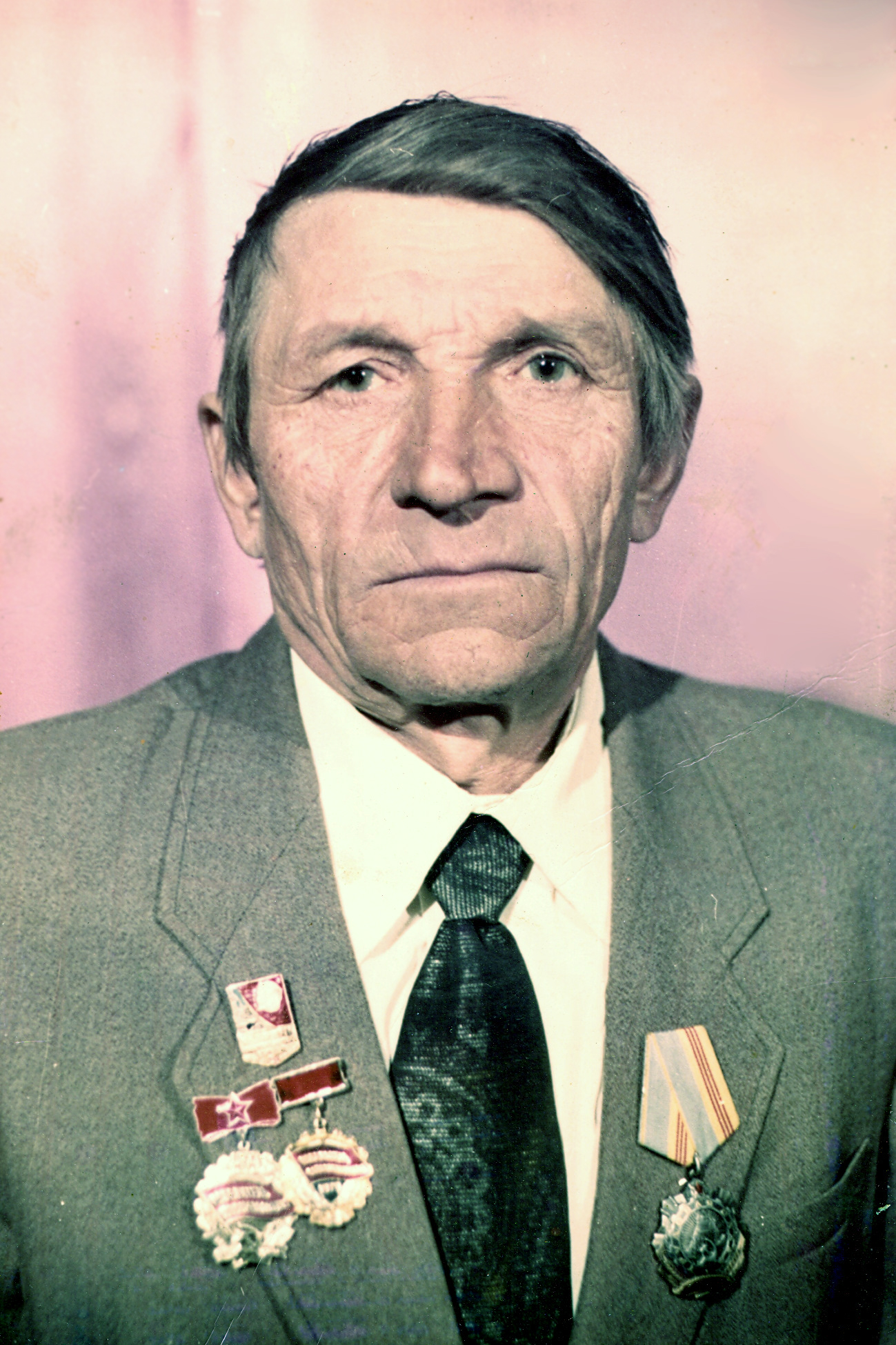
Грезов Михаил Прокопьевич — проживал в Бутаково. Механизатор, кавалер ордена Трудовой славы 3 степени, почётный житель Знаменского района.

В 1929 году в Бутаково организован колхоз «Трактор Сибири» (председатель — Локтин И. Ф., затем — Андреев Н. А.). В колхозе имелась кузница, кирпичный сарай, верёвочная, лесозаготовка, хлебопечение.
В 1936 году закрыта церковь. В здании церкви располагается клуб и библиотека.
С первых дней Великой Отечественной войны началась перестройка работы на военный лад. На фронт были мобилизованы почти все трудоспособные мужчины. Из колхоза в значительном количестве были забраны лошади. В качестве тягловой силы стали применяться коровы. Резко сократилась посевная площадь.
В 1943 году в селе были временно размещены депортированные калмыки, а также открыт детский дом для детей-сирот из блокадного Ленинграда.
В 1952 году закрыт маслозавод.
В 1958 году в Бутаково и Мамешево создан колхоз «Новая жизнь».
До 1960 года в Бутаково не было ни одного трактора, ни одного автомобиля. Большинство работ производилось вручную. Из-за нехватки трудоспособного населения к колхозным работам привлекали школьников (7-9-летние вывозили навоз на поля, 10-летние возили в сенокос копны). В 1961—1962 годах в числе пяти укрупнённых колхозов Знаменского района образуется колхоз «Ленинский путь», просуществовавший до начала 1990-х годов, с центром в селе Бутаково, куда входят деревни Мамешево, Юрлагино и Копейкино.
В 1980-е годы в Бутаково появляется водопровод, строится жильё и колхозные объекты (кормоцех, животноводческие помещения). Поступает новая техника — тракторы, комбайны, картофелекопалка, льнотеребилка и т. д. В селе появляется много дипломированных специалистов — инженеры, агрономы, зоотехники. К концу 1980-х годов колхоз «Ленинский путь» обрабатывал более 3 000 га пахотной земли (с урожайностью 18-22 центнера с гектара), имел 3 100 голов крупного рогатого скота (с надоями в 2 850-2 950 литров в год).
В 2000 году село Бутаково заняло третье место в областном конкурсе по благоустройству в номинации «Самый благоустроенный центр сельского округа, сельской администрации» по северной зоне Омской области.

### XXI век
В 2000-е годы на Омском севере значительно сократились посевные площади, уменьшились объёмы лесозаготовок, экономика все более и более принимает натуральный характер, активное население выезжает на заработки на нефтепромыслы Тюменской области.

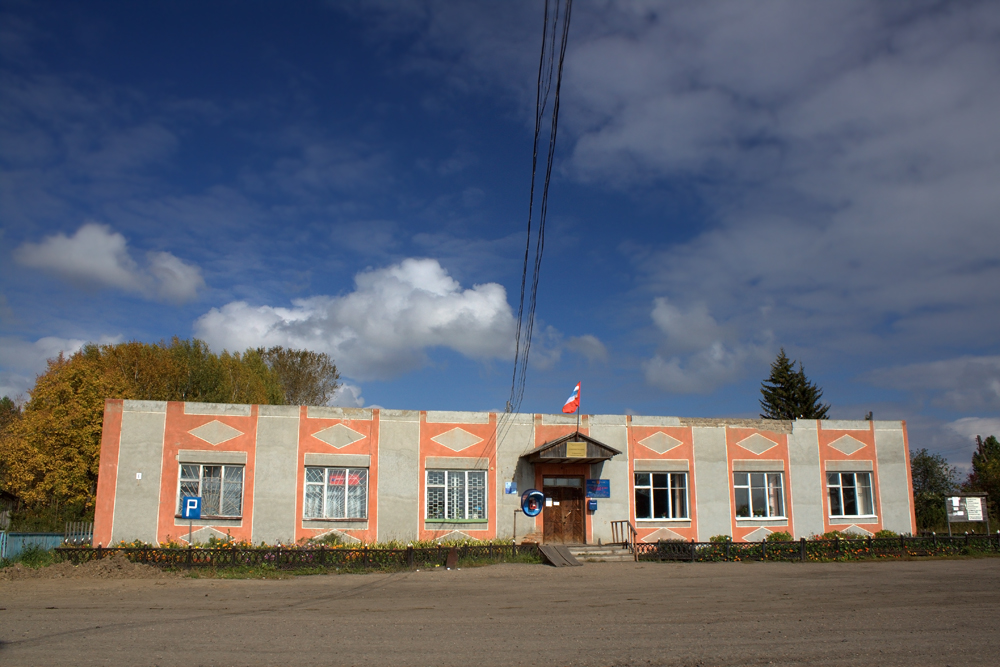
Здание администрации

## Экономика

### Местное хозяйство

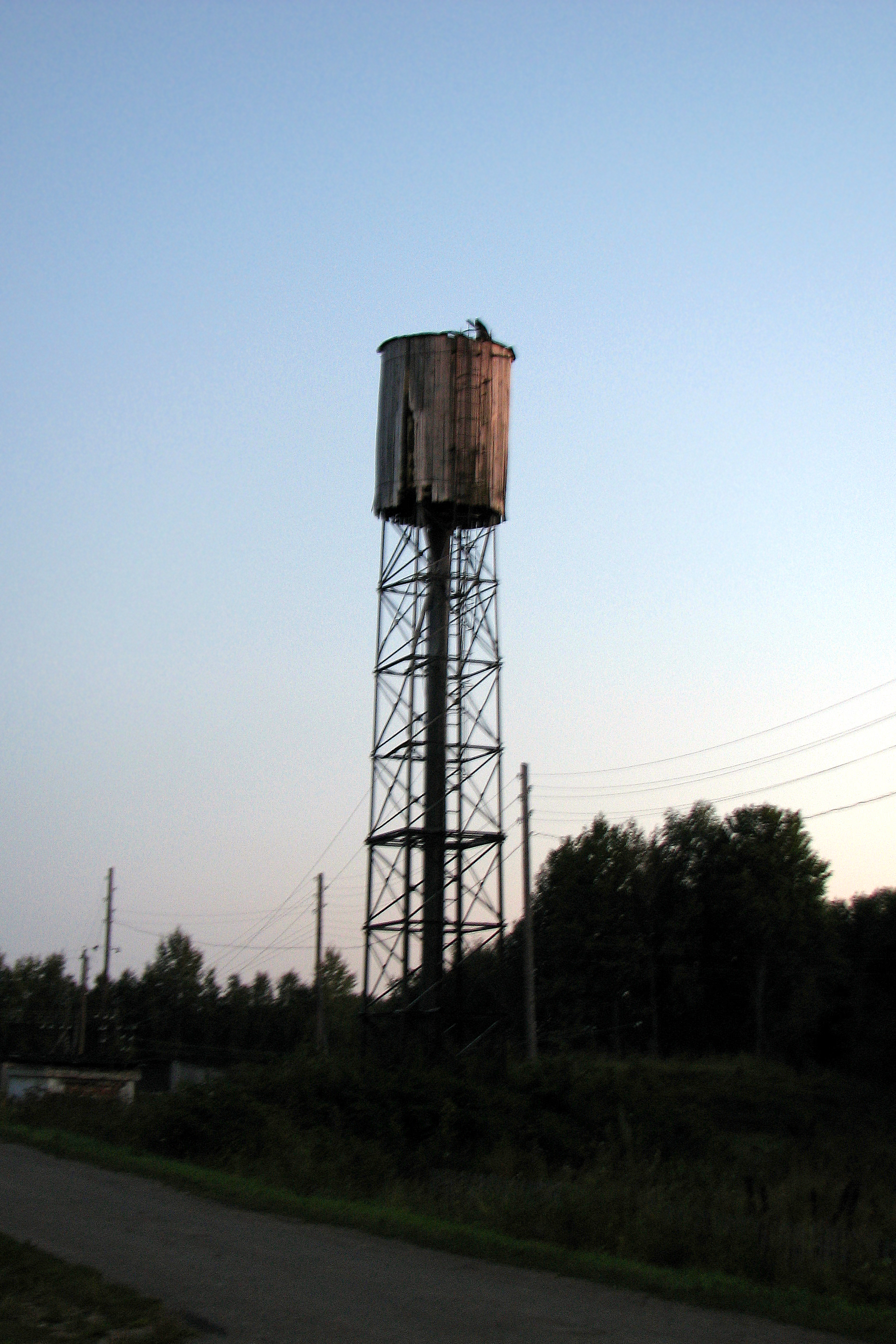
Водонапорная башня на улице Лесной

С момента образования деревни жители занимались различными видами сельскохозяйственной деятельности. Для бытовых нужд в окрестностях села традиционно извлекается песок и глина. Ведётся лесоразработка: заготовка дров для печного отопления, а также древесины для хозяйственных построек.
В частном приусадебном хозяйстве жители в основном заняты огородничеством, представленным такими культурами, как: картофель, свёкла обыкновенная, капуста, подсолнух, морковь, земляника, помидоры, огурцы, хрен, лук, чеснок, укроп, щавель, тыква и другие виды.
Жители имеют возможность заготовлять лекарственные растения, грибы, лесные и полевые ягоды, чагу, берёзовый сок. Очень популярны охота и рыболовство. Скотоводство представлено выращиванием крупного рогатого скота (коровы), овец и свиней. К 2000-м годам поголовье скота, выращиваемого в личных подворьях, в селе сократилось. У многих хозяев есть лошади. Почти в каждом дворе — домашняя птица: гуси, утки, куры.

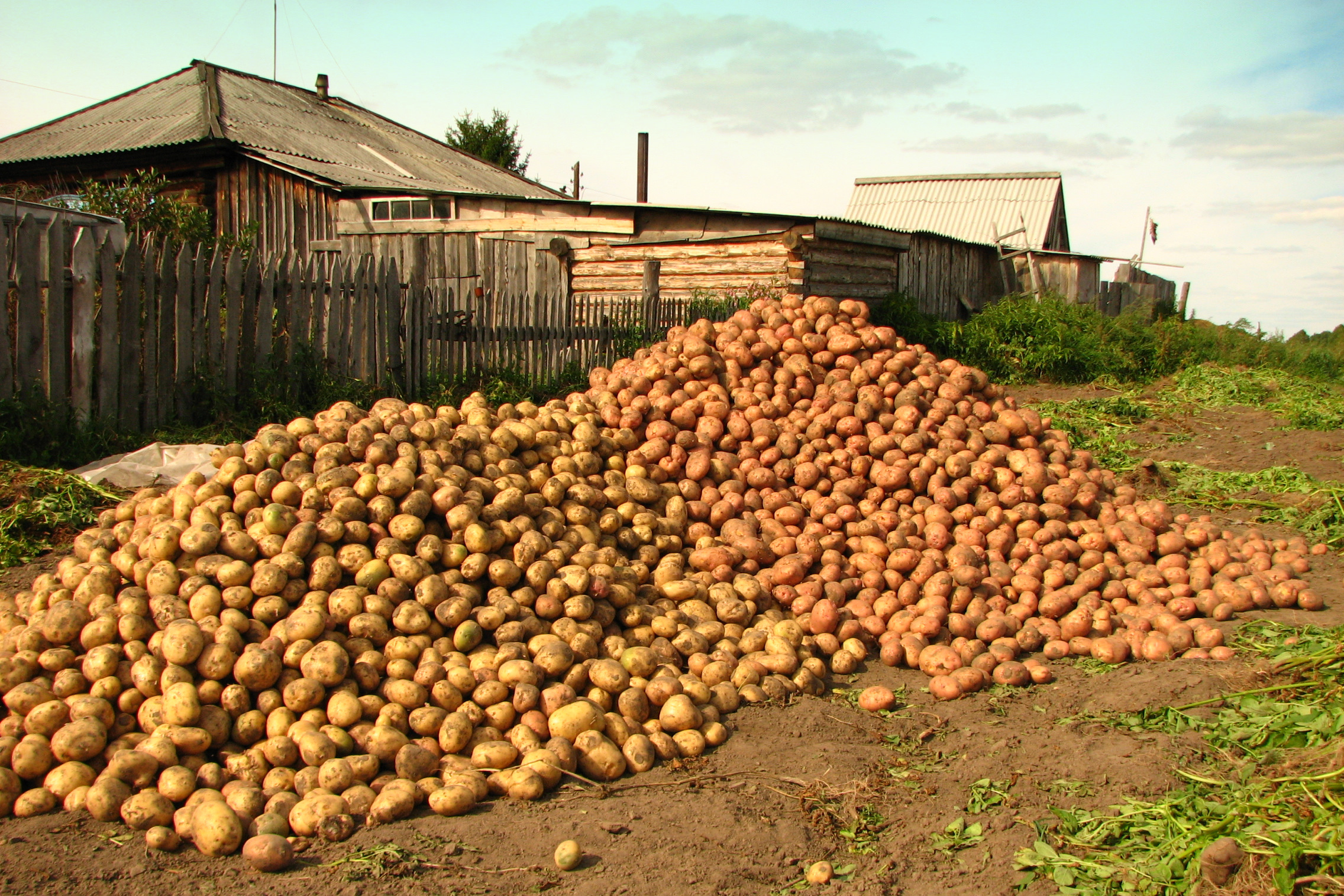
Урожай картофеля в селе Бутаково, Омская область

В Бутаково имеется крупное крестьянское (фермерское) хозяйство Г. А. Юрлагина, сенокосные угодья которого занимают около 900 га. В 2009 году при КФХ создана свиноферма. В 2011 году житель села Э. Ахметов построил гусеферму.

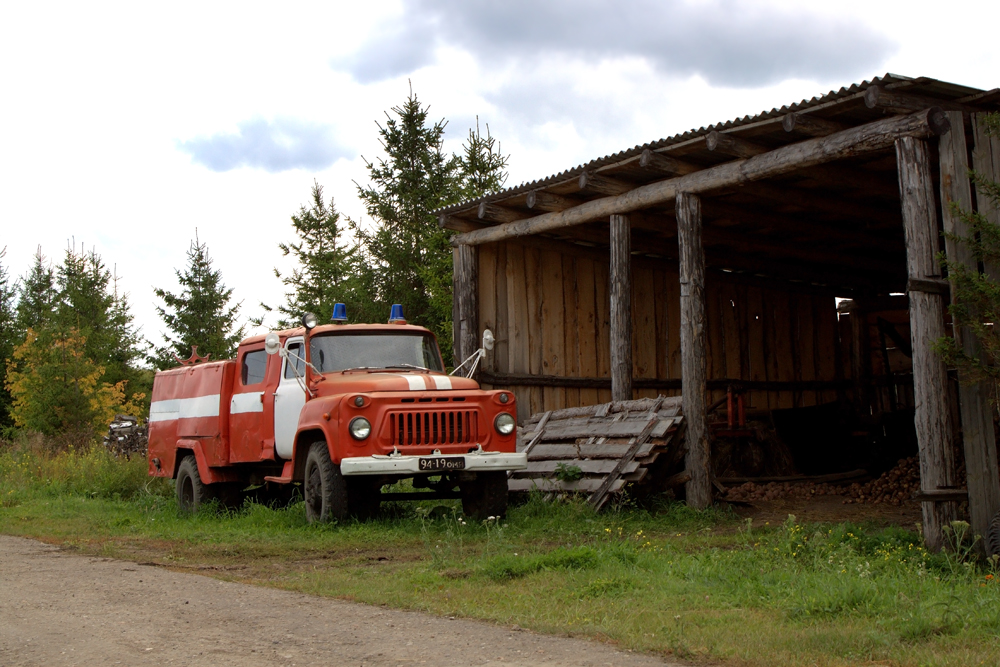
Брошенный пожарный автомобиль

Пресная вода обеспечивается водопроводом общей длиной 3147 м. Имеется насосная станция и водонапорная башня объёмом 24 м³. Водонапорная башня находится в аварийном состоянии.

### Связь и СМИ

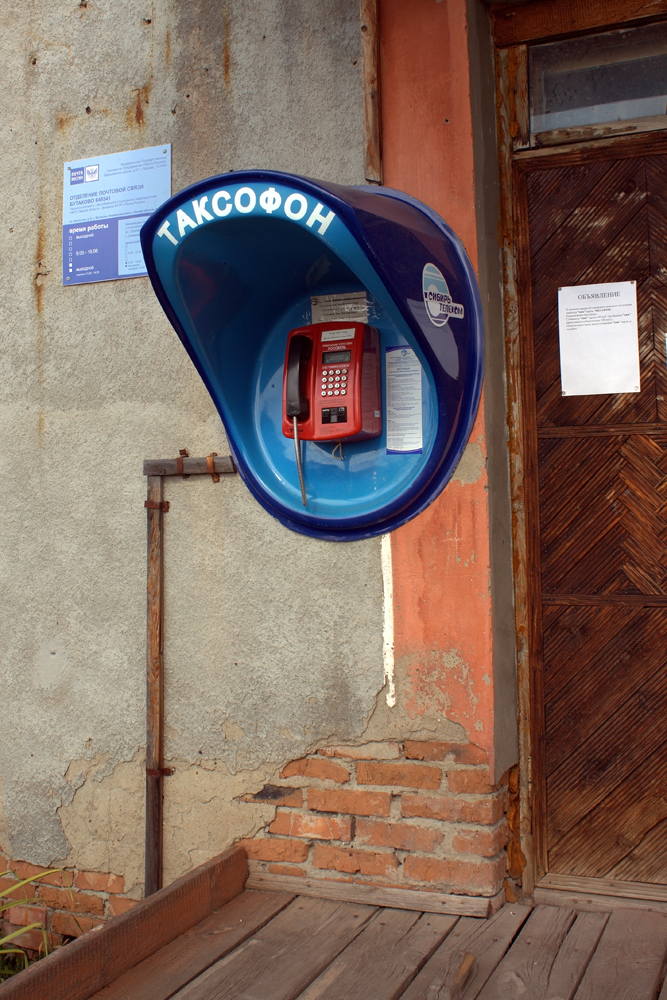
Таксофон на крыльце администрации

Село телефонизировано. Доступна сотовая связь, обеспечиваемая операторами «Билайн», «МегаФон», «МТС» и «Tele2».
В Бутаково находится отделение почтовой связи ФГУП «Почта России». С 1939 года основным источником информации о жизни района для бутаковцев выступает Знаменская районная газета «Вперёд». Часть жителей села являются подписчиками тарской районной газеты «Тарское Прииртышье».

### Транспорт

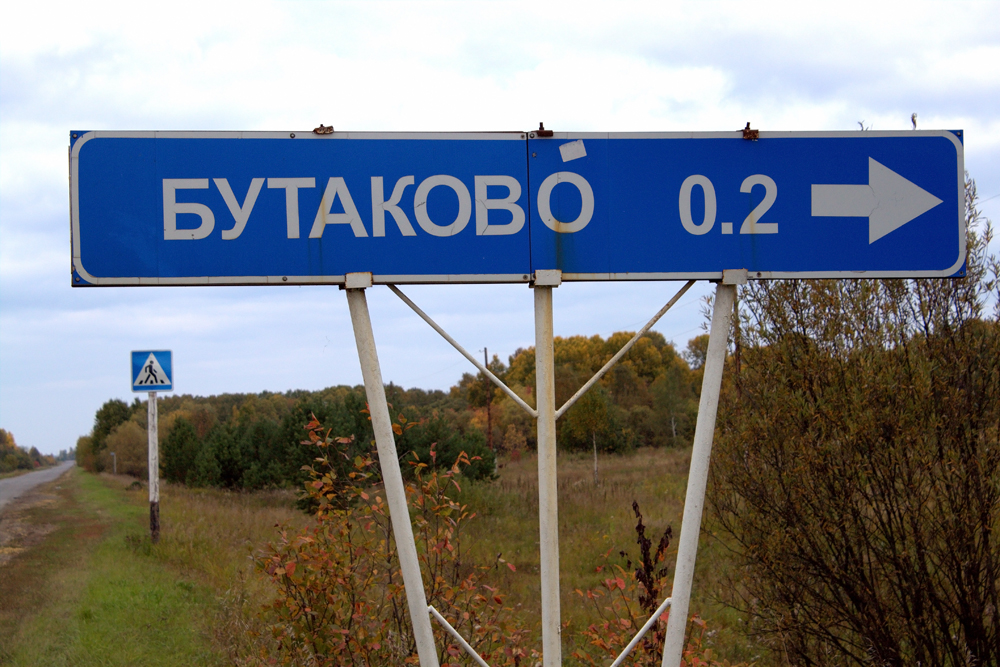
Указатель на трассе Тара-Знаменское

Через Бутаково проходит автомобильная дорога с твёрдым покрытием Тара-Знаменское. Планируется, что данный участок дороги станет составной частью транспортного коридора «Тобольск—Томск». В 7 км от Бутакова у села Пологрудово находится паромная переправа через Иртыш.
Имеется автобусное сообщение, осуществляемое ГП «Омскоблавтотранс» и частными перевозчиками (маршруты № 504 «Знаменское-Тара», № 106 «Знаменское-Копейкино», № 1720 «Тара-Усть-Ишим» и др.). Автобусами, проходящими через Бутаково, можно доехать на север до Усть-Ишима, на юг — до Омска.
Ближайшая железнодорожная станция — станция Любинская Западно-Сибирской железной дороги (315 км от Бутаково). Ближайший пассажирский аэропорт — «Омск-центральный», Омск.
Ближайшая пристань на правом берегу Иртыша — село Пологрудово (7 км от Бутаково), ближайшая пристань на левом берегу Иртыша — село Знаменское (20 км от Бутаково). Ближайший речной порт — город Тара.

## Архитектура села

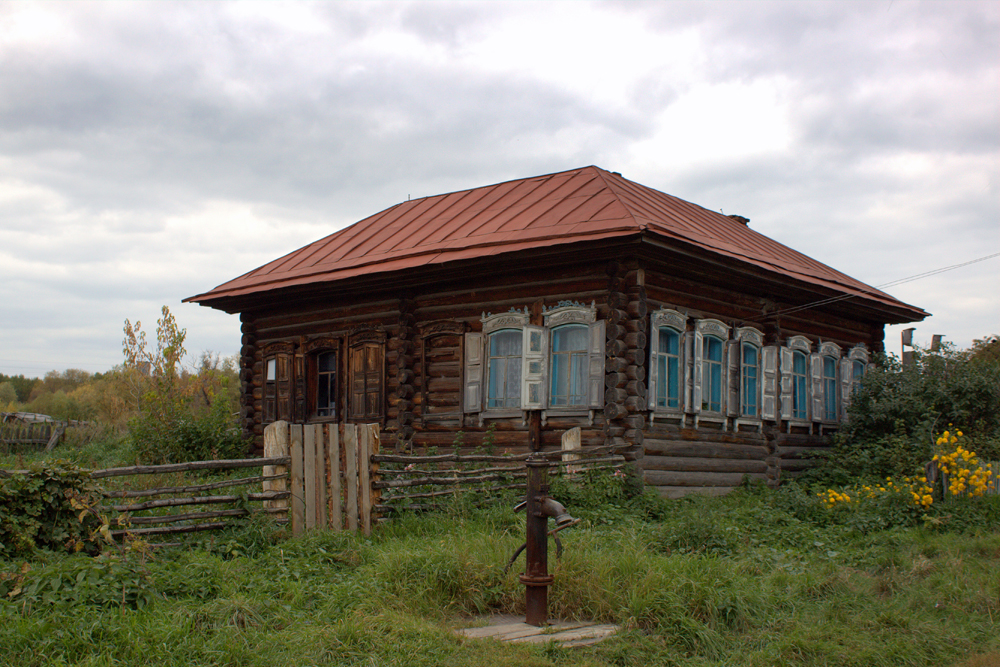
Крестовой дом

Большинство улиц села заасфальтированы. Дома в основном деревянные, некоторые из них были построены более века назад. Также имеются кирпичные дома. Значительная часть дворов имеет традиционные для севера Омской области деревянные ворота с крышей, некоторые металлические. Лицевые фасады всех жилых домов выходят в сады. С обратной стороны домов — огороды.

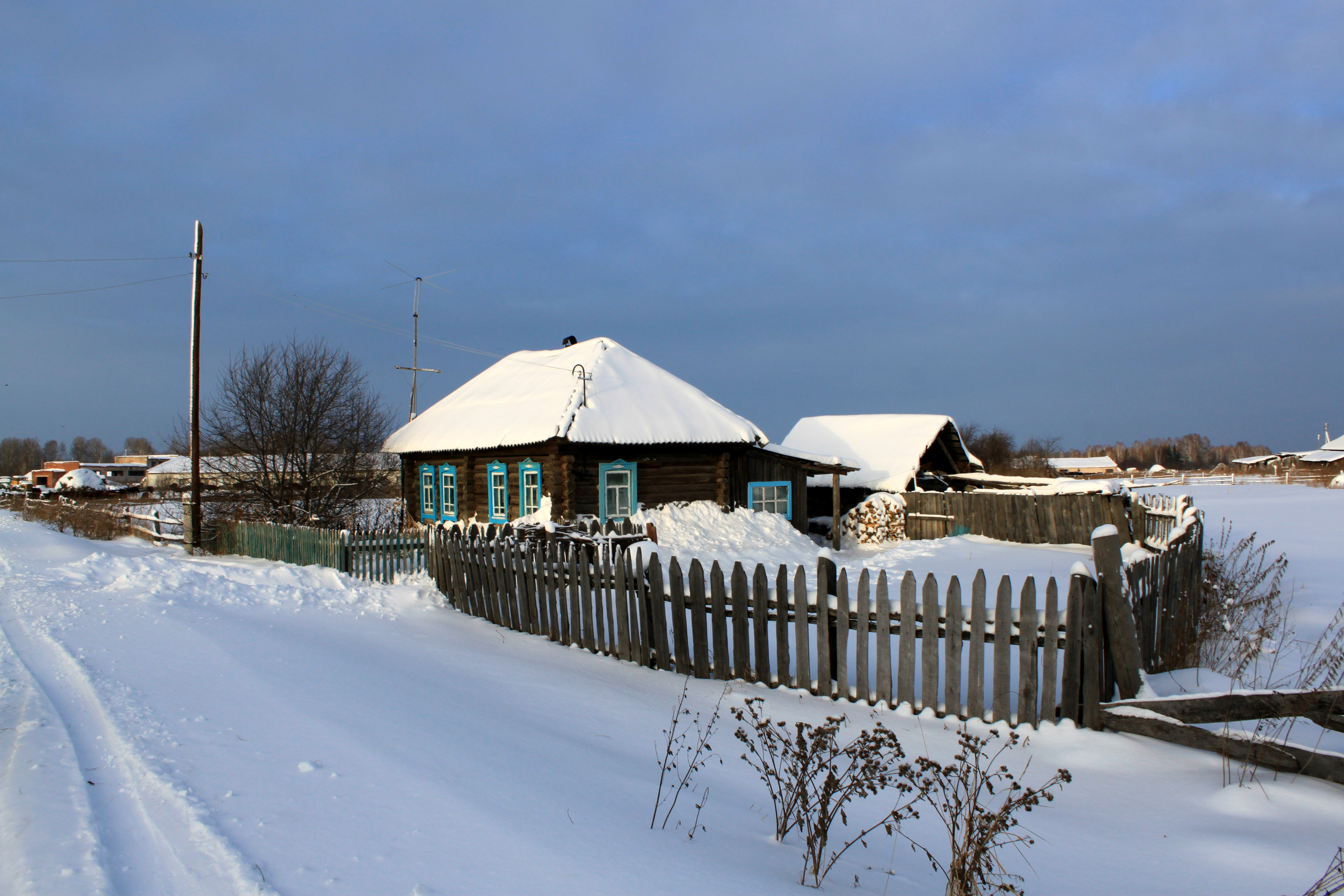
Рубленый дом с 4-скатной крышей
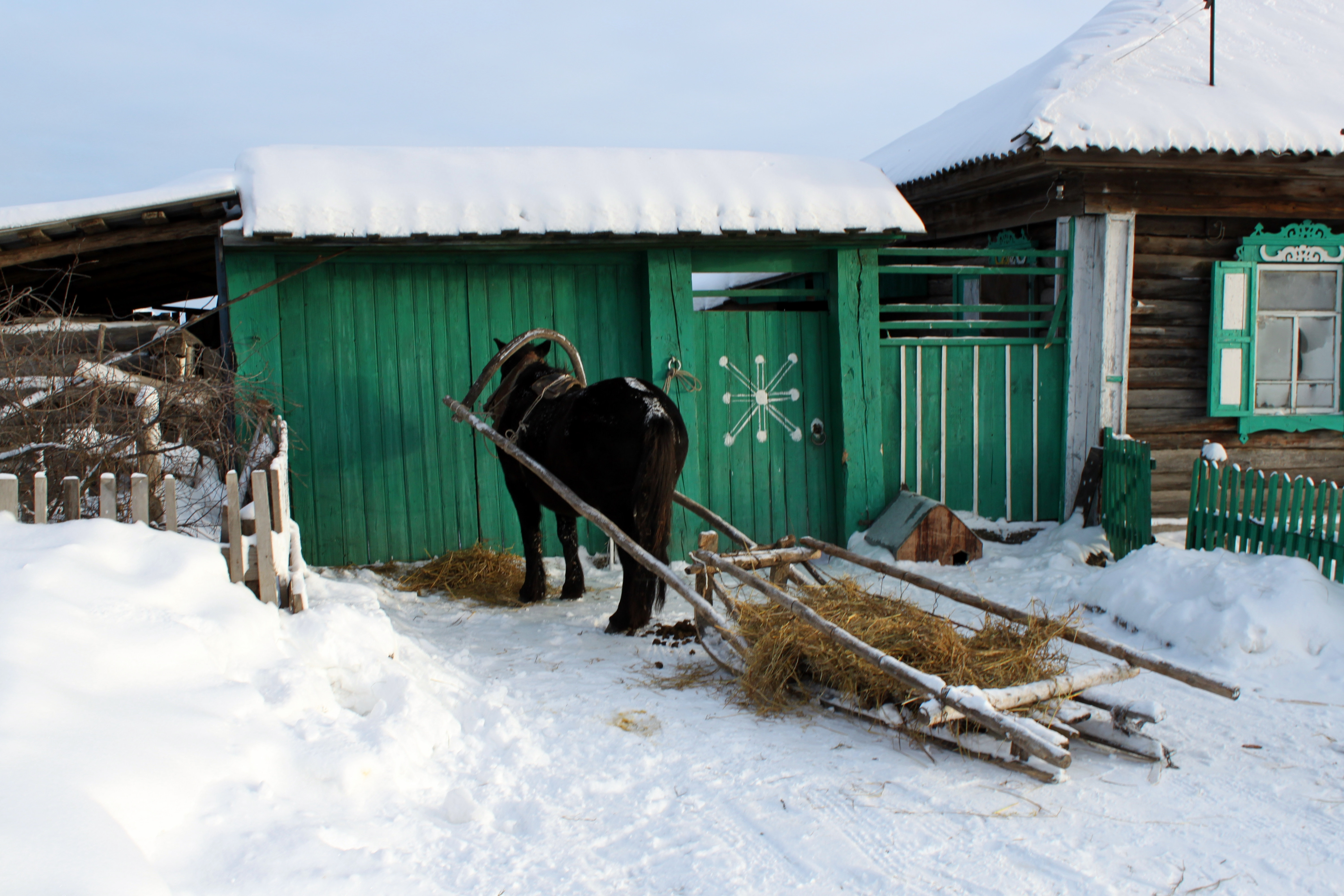
Ворота с крышей

## Образование

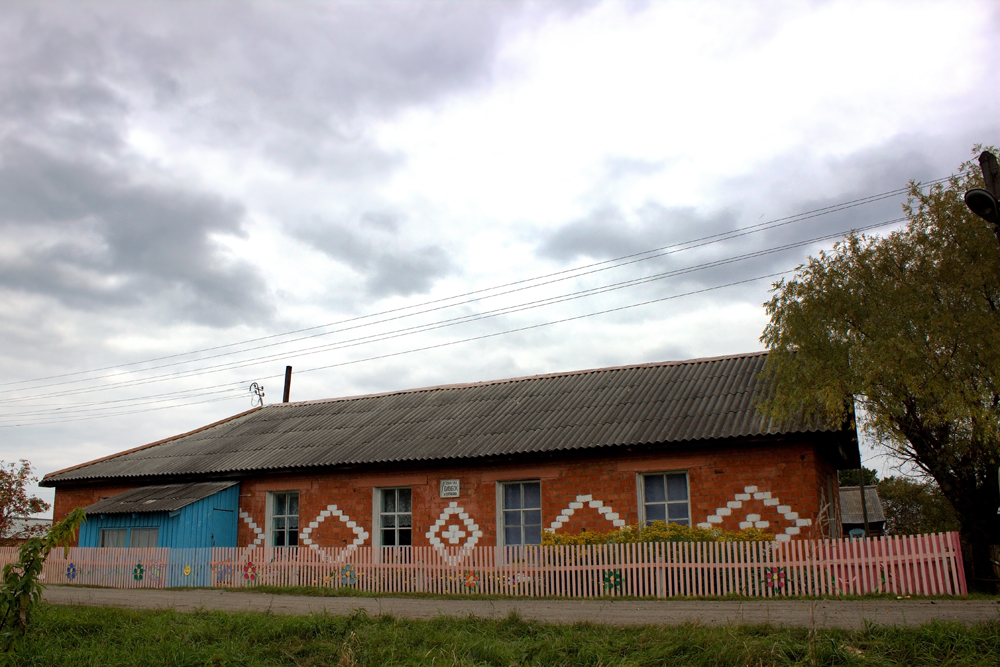
Детский сад «Голубок»

В Бутаково имеется детский сад «Голубок», а также средняя школа.

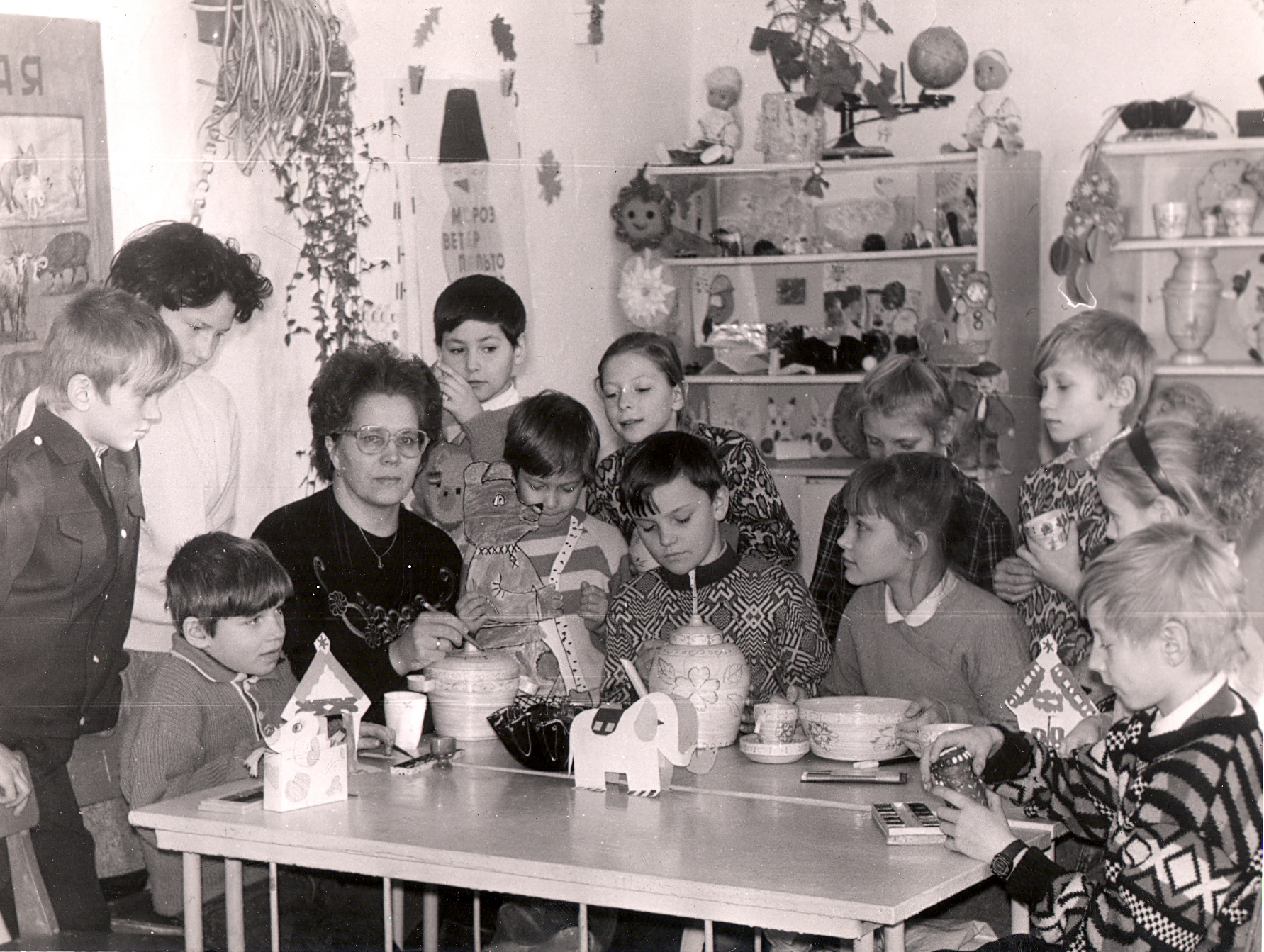
В Бутаковской средней школе. Начало 1990-х годов.

## Религия

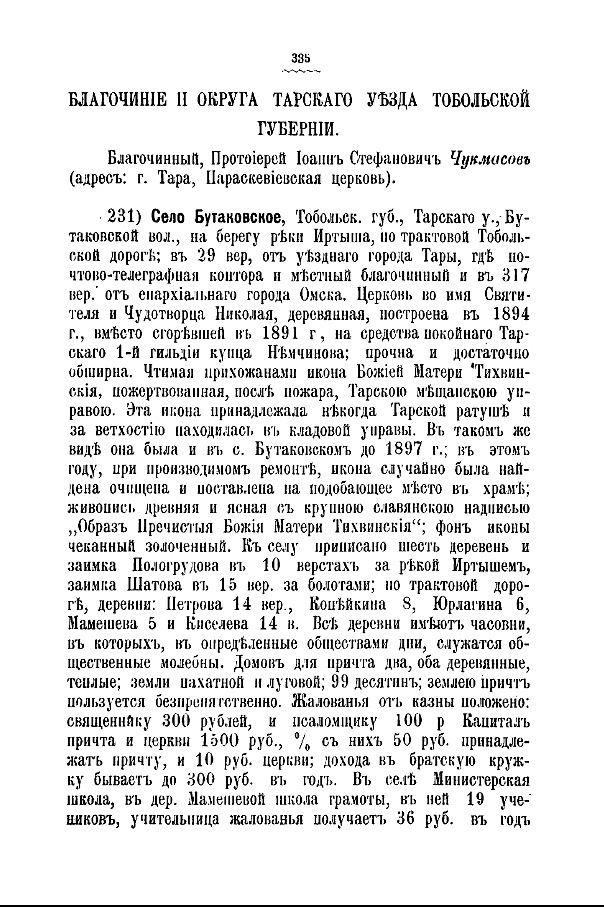
Бутаково в справочнике Омской епархии. 1900 год

1. Церковь в честь Святого и Чудотворца Николая:
Первая церковь в селе была построена в 1840 году.
Здание церкви было деревянным.
В 1891 году во время пожара церковь полностью сгорела.
2. Церковь в честь Святого и Чудотворца Николая:
Церковь однопрестольная в честь Святого и Чудотворца Николая, деревянная на каменном фундаменте была построена в 1894 году на месте сгоревшей.
Церковь строилась на средства тарского купца I гильдии Немчинова и пожертвований прихожан.
На 1899 год к приходу церкви были приписаны, помимо села, деревни: Петрова, Копейкина, Юрлагина, Мамешева, Киселёва и заимки Пологрудова, Шатова.
Домов для причта было два и оба деревянные, тёплые.
Жалование от казны полагалось 300 рублей священнику и 100 рублей псаломщику в год. Капитал причта и церкви составлял 1500 рублей, процент с них получался 50 рублей причту и 10 рублей церкви. Дохода в братскую кружку бывало до 300 рублей в год.
По штату полагался священник и псаломщик.
На 1910 год капиталов в церкви имелось 500 рублей.
Для помещения причта имелись два общественных деревянных дома с прислугой. Дом для священника был стар и холоден.
Дрова для отопления квартир причт покупал у крестьян по цене за сырьё 1 рубль 30 копеек.
Казённое жалование священнику полагалось 300 рублей, псаломщику 100 рублей. Братских доходов бывало в год до 300 рублей. Причт получал 38 рублей процентов с 1000 рублей причтового капитала. Священник за законоучительство в Бутаковской министерской школе получал 60 рублей в год.
Отношение прихожан к храму было усердным, а вот к ремонту причтовых домов нерадивое.
К 1913 году к приходу Бутаковской церкви были приписаны помимо села, деревни: Юрлагина, Копейкина, Петровская, Мамешева, Пологрудова и заимка Шатова.
В конце 1930-х годов церковь была разрушена.

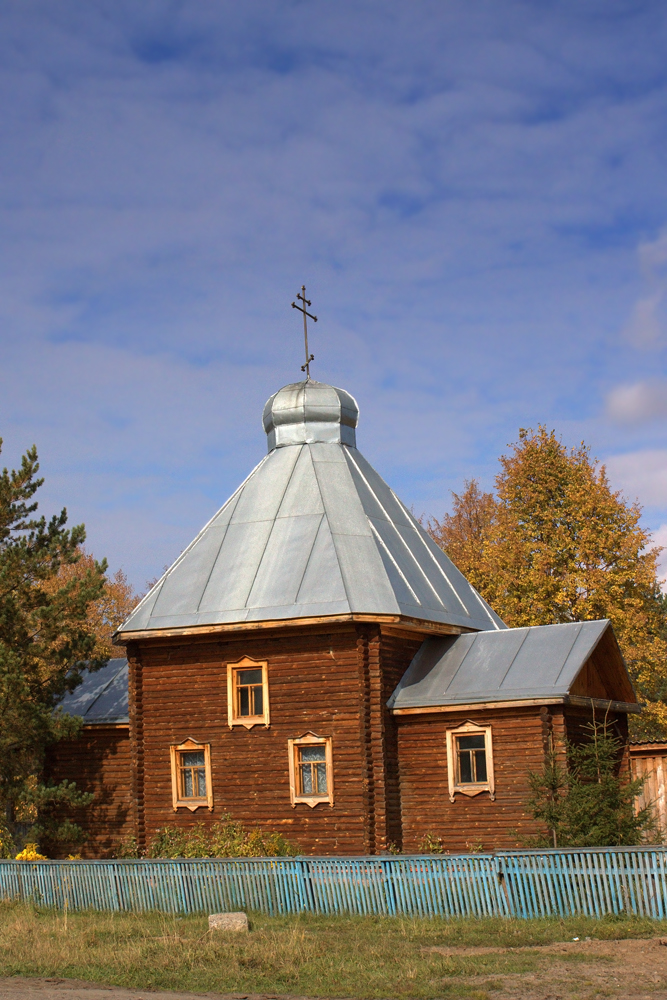
Часовня Николая Чудотворца

3. Местная православная религиозная организация прихода святителя Николая Чудотворца:
В Бутаково действует местная православная религиозная организация прихода святителя Николая Чудотворца Омско-Тарской епархии Русской православной церкви.
Службы осуществляются в деревянном здании часовни силами священников Знаменского благочиния.
Татарское население Бутаково частично исповедует ислам.

## Здравоохранение
В селе действует фельдшерско-акушерский пункт (ФАП).

## Культура и досуг
В селе имеется Дом культуры и библиотека (более 7 тысяч единиц хранения). При библиотеке действует клуб «Семейный очаг».

## Интересные факты
- 31 января 2007 года в окрестностях Бутакова выпал оранжевый снег[41].
- В 2010 году на чердаке старого дома в селе Знаменском была найдена метрическая книга Бутаковской Николаевской церкви Тарского округа за 1866—1877 годы[42].
- В Бутаково есть улица Фазенда, получившая своё официальное наименование в конце 1980-х годов после показа в СССР телевизионного сериала «Рабыня Изаура»[43].

## Галерея

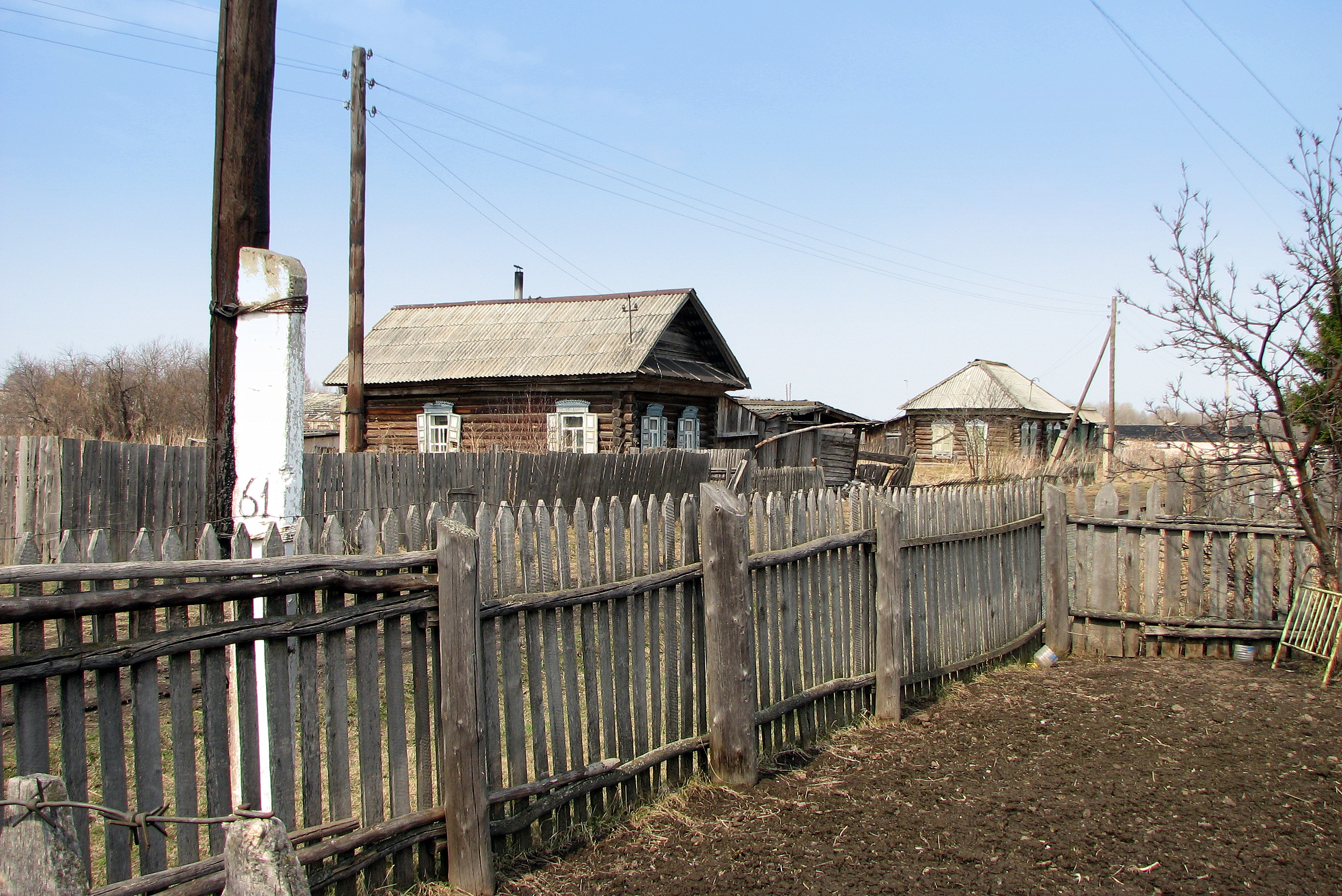
Бутаково весной
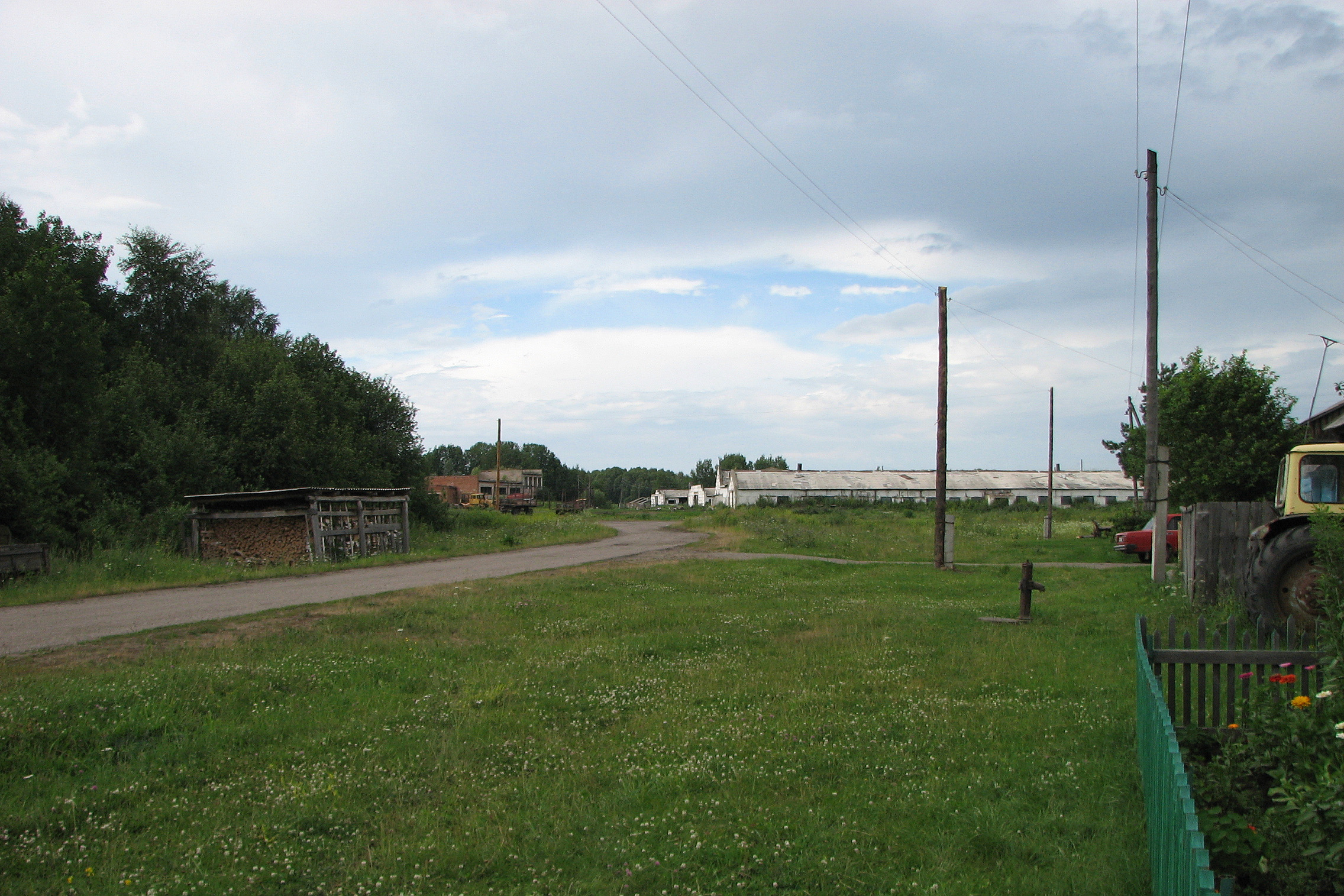
Бутаково летом
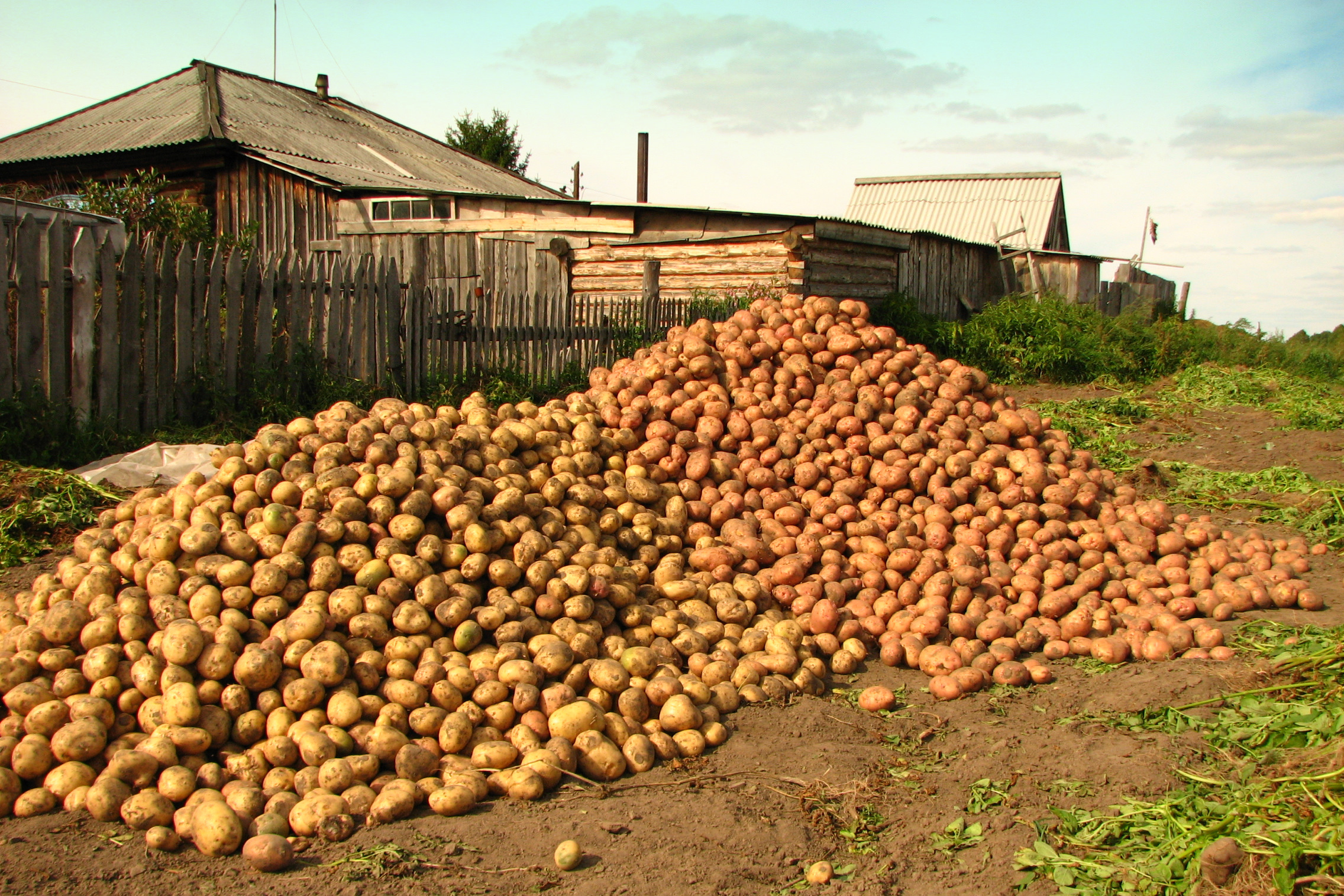
Бутаково осенью
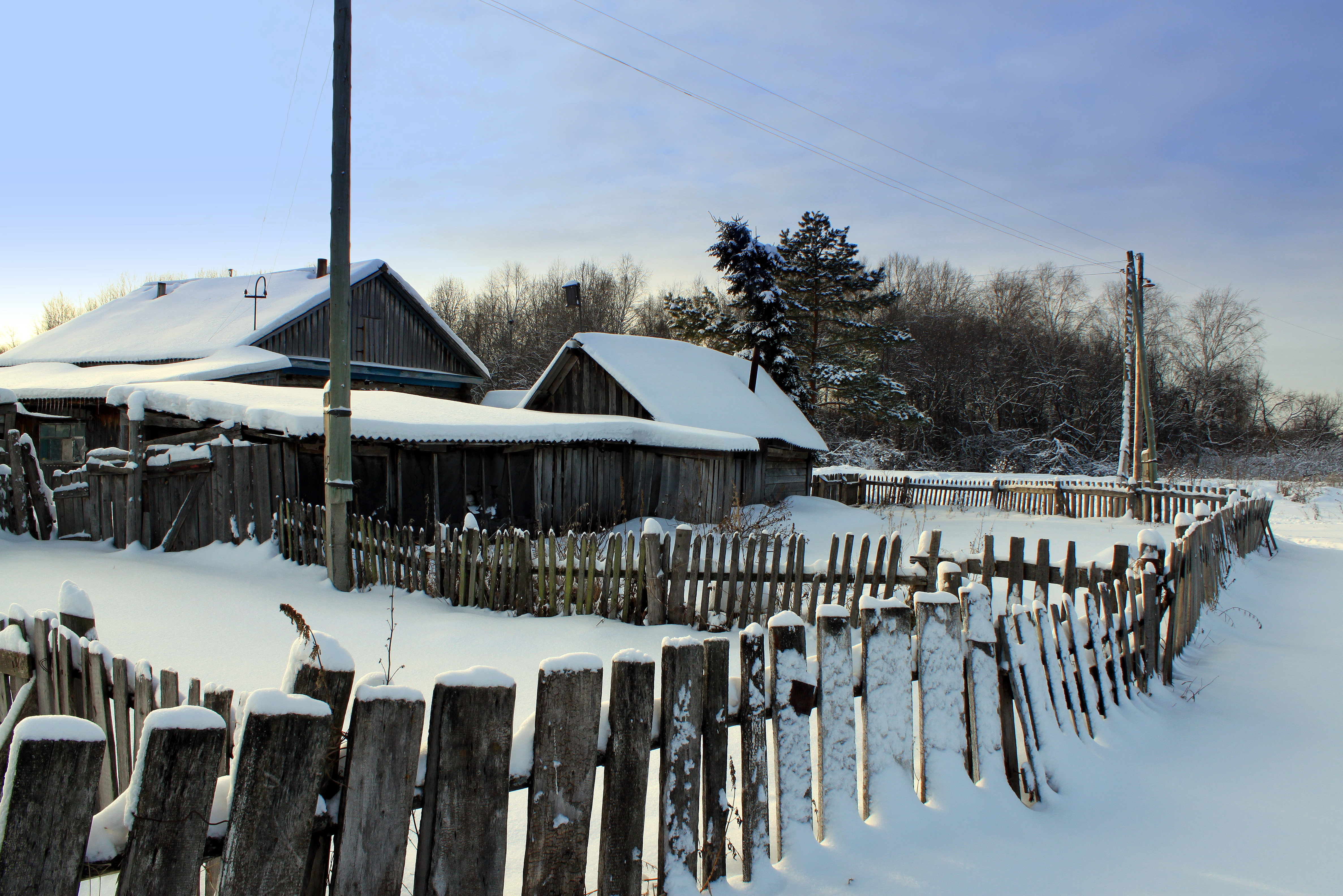
Бутаково зимой
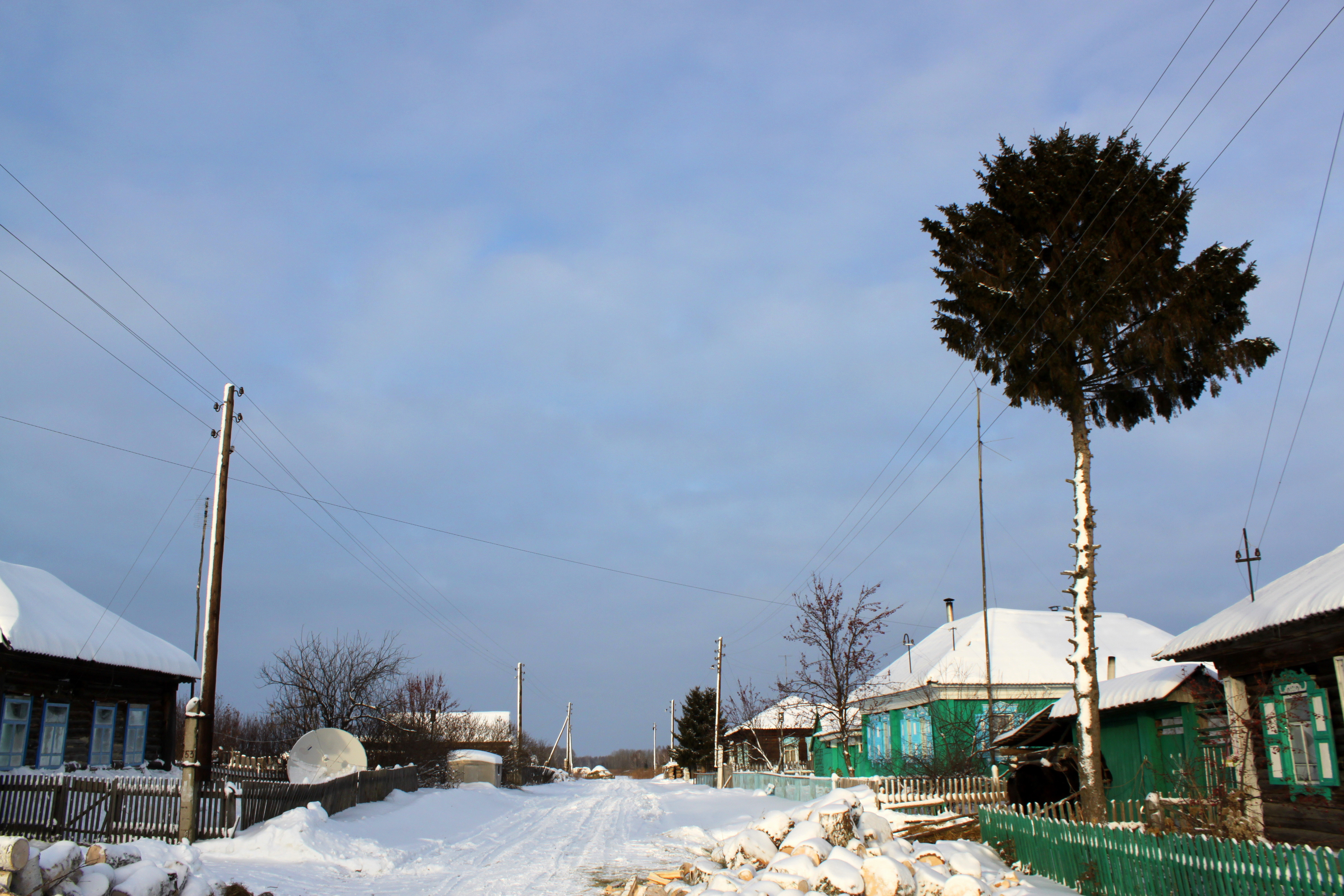
Улица Советская
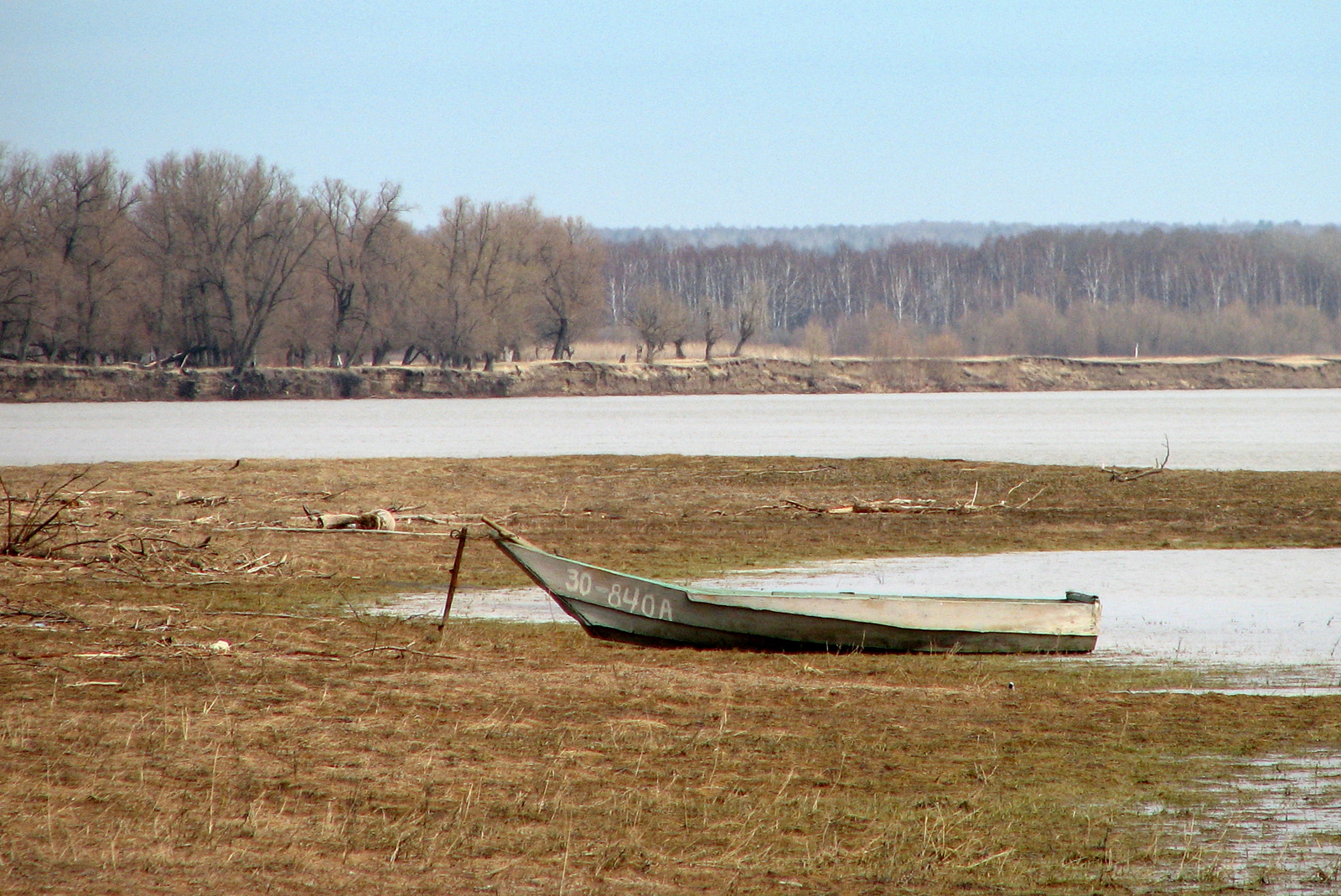
Лодки в Бутаково